# Lista de asteroides (401001-402000)
Esta é uma lista parcial de asteroides, do asteroide número 401001 até o 402000, inclusive. Veja também o índice com todas as listas disponíveis.

| Objeto Próximos à Terra | Cinturão de asteroides (interno) | Cinturão de asteroides (externo) | Centauro       |
| Cruzador de Marte       | Cinturão de asteroides (meio)    | Troianos de Júpiter              | Transnetuniano |

Veja mais dados de cada asteroide na ligação externa para o Minor Planet Center na última coluna.
Índice: 401001... 401101... 401201... 401301... 401401... 401501... 401601... 401701... 401801... 401901... 

## 401001–401100
| Designação | Designação | Descoberta        | Descoberta       | Descobridor(es)     | Categoria | Mais informações / Referência |
| Permanente | Provisória | Data              | Local            | Descobridor(es)     | Categoria | Mais informações / Referência |
| ---------- | ---------- | ----------------- | ---------------- | ------------------- | --------- | ----------------------------- |
| 401001     | 2011 QO17  | 31 jan 2006       | Kitt Peak        | Spacewatch          | —         | MPC                           |
| 401002     | 2011 QC31  | 19 ago 2001       | Socorro          | LINEAR              | —         | MPC                           |
| 401003     | 2011 QG40  | 10 set 2004       | Kitt Peak        | Spacewatch          | —         | MPC                           |
| 401004     | 2011 QX61  | 9 ago 2004        | Anderson Mesa    | LONEOS              | —         | MPC                           |
| 401005     | 2011 QG88  | 14 fev 2010       | Mount Lemmon     | Mount Lemmon Survey | —         | MPC                           |
| 401006     | 2011 QG92  | 4 out 2003        | Kitt Peak        | Spacewatch          | —         | MPC                           |
| 401007     | 2011 QX92  | 25 dez 2005       | Kitt Peak        | Spacewatch          | —         | MPC                           |
| 401008     | 2011 QN93  | 29 nov 2005       | Kitt Peak        | Spacewatch          | —         | MPC                           |
| 401009     | 2011 RM3   | 20 set 2001       | Socorro          | LINEAR              | —         | MPC                           |
| 401010     | 2011 RX10  | 17 nov 2001       | Socorro          | LINEAR              | —         | MPC                           |
| 401011     | 2011 RP13  | 16 ago 2001       | Socorro          | LINEAR              | —         | MPC                           |
| 401012     | 2011 RY13  | 20 set 2001       | Socorro          | LINEAR              | —         | MPC                           |
| 401013     | 2011 RV15  | 18 nov 2008       | Kitt Peak        | Spacewatch          | —         | MPC                           |
| 401014     | 2011 SV4   | 16 jun 2010       | WISE             | WISE                | —         | MPC                           |
| 401015     | 2011 SB9   | 13 mar 2010       | Kitt Peak        | Spacewatch          | —         | MPC                           |
| 401016     | 2011 SV29  | 30 dez 2008       | Mount Lemmon     | Mount Lemmon Survey | —         | MPC                           |
| 401017     | 2011 SE32  | 21 set 2011       | Mount Lemmon     | Mount Lemmon Survey | —         | MPC                           |
| 401018     | 2011 SQ34  | 23 out 2004       | Kitt Peak        | Spacewatch          | —         | MPC                           |
| 401019     | 2011 SC35  | 4 mai 2005        | Kitt Peak        | Spacewatch          | —         | MPC                           |
| 401020     | 2011 SZ36  | 11 set 2007       | Mount Lemmon     | Mount Lemmon Survey | —         | MPC                           |
| 401021     | 2011 SF40  | 8 set 2011        | Kitt Peak        | Spacewatch          | —         | MPC                           |
| 401022     | 2011 SN46  | 25 ago 2000       | Socorro          | LINEAR              | —         | MPC                           |
| 401023     | 2011 SC51  | 31 dez 2008       | Kitt Peak        | Spacewatch          | —         | MPC                           |
| 401024     | 2011 SC56  | 24 abr 2003       | Kitt Peak        | Spacewatch          | —         | MPC                           |
| 401025     | 2011 SN80  | 2 fev 2006        | Mount Lemmon     | Mount Lemmon Survey | —         | MPC                           |
| 401026     | 2011 SU98  | 23 mar 2003       | Kitt Peak        | Spacewatch          | Flora     | MPC                           |
| 401027     | 2011 SG102 | 15 fev 2010       | Kitt Peak        | Spacewatch          | —         | MPC                           |
| 401028     | 2011 SK118 | 12 mai 2010       | Mount Lemmon     | Mount Lemmon Survey | —         | MPC                           |
| 401029     | 2011 SB126 | 16 out 2001       | Kitt Peak        | Spacewatch          | —         | MPC                           |
| 401030     | 2011 SJ127 | 26 out 2008       | Mount Lemmon     | Mount Lemmon Survey | —         | MPC                           |
| 401031     | 2011 SL127 | 10 ago 2007       | Kitt Peak        | Spacewatch          | —         | MPC                           |
| 401032     | 2011 SR135 | February 14. 2010 | Mount Lemmon     | Mount Lemmon Survey | —         | MPC                           |
| 401033     | 2011 SX166 | 17 set 2006       | Kitt Peak        | Spacewatch          | Brangane  | MPC                           |
| 401034     | 2011 SK182 | 26 set 2011       | Kitt Peak        | Spacewatch          | —         | MPC                           |
| 401035     | 2011 SL185 | 20 jan 2009       | Mount Lemmon     | Mount Lemmon Survey | Flora     | MPC                           |
| 401036     | 2011 SO191 | 15 out 2004       | Kitt Peak        | Spacewatch          | —         | MPC                           |
| 401037     | 2011 ST198 | 30 jan 2006       | Kitt Peak        | Spacewatch          | —         | MPC                           |
| 401038     | 2011 SH208 | 30 abr 2009       | Kitt Peak        | Spacewatch          | —         | MPC                           |
| 401039     | 2011 ST216 | 13 fev 2004       | Kitt Peak        | Spacewatch          | —         | MPC                           |
| 401040     | 2011 SA240 | 27 dez 2005       | Kitt Peak        | Spacewatch          | —         | MPC                           |
| 401041     | 2011 SW256 | 15 out 2004       | Mount Lemmon     | Mount Lemmon Survey | —         | MPC                           |
| 401042     | 2011 SJ260 | 29 set 2011       | Kitt Peak        | Spacewatch          | —         | MPC                           |
| 401043     | 2011 SZ260 | 27 fev 2006       | Kitt Peak        | Spacewatch          | —         | MPC                           |
| 401044     | 2011 SH269 | 18 dez 2001       | Socorro          | LINEAR              | —         | MPC                           |
| 401045     | 2011 SC273 | 31 dez 2008       | Kitt Peak        | Spacewatch          | —         | MPC                           |
| 401046     | 2011 TM9   | 27 set 2008       | Mount Lemmon     | Mount Lemmon Survey | —         | MPC                           |
| 401047     | 2011 TH13  | 28 set 2011       | Catalina         | CSS                 | —         | MPC                           |
| 401048     | 2011 UK    | 9 fev 2005        | Mount Lemmon     | Mount Lemmon Survey | —         | MPC                           |
| 401049     | 2011 UA2   | 20 jun 2007       | Kitt Peak        | Spacewatch          | —         | MPC                           |
| 401050     | 2011 UG6   | 3 dez 2007        | Kitt Peak        | Spacewatch          | —         | MPC                           |
| 401051     | 2011 US7   | 18 out 2011       | Mount Lemmon     | Mount Lemmon Survey | —         | MPC                           |
| 401052     | 2011 UN16  | 28 mai 2008       | Mount Lemmon     | Mount Lemmon Survey | —         | MPC                           |
| 401053     | 2011 UE17  | 20 nov 2004       | Kitt Peak        | Spacewatch          | —         | MPC                           |
| 401054     | 2011 UG17  | 16 mar 2009       | Kitt Peak        | Spacewatch          | —         | MPC                           |
| 401055     | 2011 UU19  | 19 out 2011       | Kitt Peak        | Spacewatch          | —         | MPC                           |
| 401056     | 2011 UU24  | 10 set 2007       | Mount Lemmon     | Mount Lemmon Survey | —         | MPC                           |
| 401057     | 2011 UP35  | 19 out 2011       | Mount Lemmon     | Mount Lemmon Survey | Flora     | MPC                           |
| 401058     | 2011 UE36  | 5 dez 2007        | Kitt Peak        | Spacewatch          | —         | MPC                           |
| 401059     | 2011 UF39  | 5 dez 2008        | Mount Lemmon     | Mount Lemmon Survey | —         | MPC                           |
| 401060     | 2011 UN39  | 26 mar 2009       | Mount Lemmon     | Mount Lemmon Survey | —         | MPC                           |
| 401061     | 2011 UT45  | 1 out 2000        | Socorro          | LINEAR              | —         | MPC                           |
| 401062     | 2011 UZ45  | 24 ago 2007       | Kitt Peak        | Spacewatch          | Phocaea   | MPC                           |
| 401063     | 2011 UP46  | 19 nov 2001       | Socorro          | LINEAR              | —         | MPC                           |
| 401064     | 2011 UM53  | 18 out 2011       | Kitt Peak        | Spacewatch          | —         | MPC                           |
| 401065     | 2011 US53  | 31 mai 2006       | Mount Lemmon     | Mount Lemmon Survey | —         | MPC                           |
| 401066     | 2011 UN54  | 7 out 2004        | Kitt Peak        | Spacewatch          | —         | MPC                           |
| 401067     | 2011 UP54  | 21 mai 2010       | WISE             | WISE                | —         | MPC                           |
| 401068     | 2011 UE59  | 7 ago 2004        | Campo Imperatore | CINEOS              | —         | MPC                           |
| 401069     | 2011 UK59  | 18 set 2007       | Mount Lemmon     | Mount Lemmon Survey | Phocaea   | MPC                           |
| 401070     | 2011 UO79  | 27 mar 2009       | Mount Lemmon     | Mount Lemmon Survey | —         | MPC                           |
| 401071     | 2011 UH80  | 14 out 2001       | Socorro          | LINEAR              | —         | MPC                           |
| 401072     | 2011 UT80  | 4 out 2004        | Kitt Peak        | Spacewatch          | —         | MPC                           |
| 401073     | 2011 UC82  | 20 nov 2006       | Kitt Peak        | Spacewatch          | —         | MPC                           |
| 401074     | 2011 UM84  | 31 mar 2009       | Mount Lemmon     | Mount Lemmon Survey | —         | MPC                           |
| 401075     | 2011 UV86  | 7 mai 2010        | Mount Lemmon     | Mount Lemmon Survey | —         | MPC                           |
| 401076     | 2011 UK94  | 5 abr 2010        | Mount Lemmon     | Mount Lemmon Survey | —         | MPC                           |
| 401077     | 2011 UM101 | 19 abr 2010       | WISE             | WISE                | —         | MPC                           |
| 401078     | 2011 UD102 | 29 set 2003       | Kitt Peak        | Spacewatch          | —         | MPC                           |
| 401079     | 2011 UY102 | 27 mai 2010       | WISE             | WISE                | —         | MPC                           |
| 401080     | 2011 US103 | 13 abr 2005       | Catalina         | CSS                 | —         | MPC                           |
| 401081     | 2011 UD106 | 11 abr 2010       | Kitt Peak        | Spacewatch          | —         | MPC                           |
| 401082     | 2011 UT116 | 19 mar 2010       | Kitt Peak        | Spacewatch          | —         | MPC                           |
| 401083     | 2011 UV119 | 24 dez 2005       | Kitt Peak        | Spacewatch          | —         | MPC                           |
| 401084     | 2011 UZ128 | 11 nov 2004       | Kitt Peak        | Spacewatch          | —         | MPC                           |
| 401085     | 2011 UB129 | 20 out 2011       | Kitt Peak        | Spacewatch          | —         | MPC                           |
| 401086     | 2011 UE131 | 27 set 2011       | Mount Lemmon     | Mount Lemmon Survey | —         | MPC                           |
| 401087     | 2011 UV132 | 22 out 2011       | Kitt Peak        | Spacewatch          | —         | MPC                           |
| 401088     | 2011 UD137 | 20 out 2011       | Kitt Peak        | Spacewatch          | —         | MPC                           |
| 401089     | 2011 UP139 | 2 mar 2006        | Kitt Peak        | Spacewatch          | —         | MPC                           |
| 401090     | 2011 UM141 | 30 jan 2006       | Kitt Peak        | Spacewatch          | —         | MPC                           |
| 401091     | 2011 UW152 | 8 jul 2010        | WISE             | WISE                | —         | MPC                           |
| 401092     | 2011 UM156 | 10 out 2011       | Mount Lemmon     | Mount Lemmon Survey | —         | MPC                           |
| 401093     | 2011 US164 | 8 out 2007        | Mount Lemmon     | Mount Lemmon Survey | —         | MPC                           |
| 401094     | 2011 UT170 | 25 jan 2006       | Kitt Peak        | Spacewatch          | —         | MPC                           |
| 401095     | 2011 UA177 | 1 out 2000        | Socorro          | LINEAR              | —         | MPC                           |
| 401096     | 2011 UK182 | 13 dez 2007       | Socorro          | LINEAR              | —         | MPC                           |
| 401097     | 2011 UG183 | 3 dez 2004        | Kitt Peak        | Spacewatch          | —         | MPC                           |
| 401098     | 2011 UO189 | 23 jun 2007       | Kitt Peak        | Spacewatch          | —         | MPC                           |
| 401099     | 2011 UZ189 | 19 abr 2007       | Mount Lemmon     | Mount Lemmon Survey | —         | MPC                           |
| 401100     | 2011 UQ190 | 23 set 2011       | Kitt Peak        | Spacewatch          | —         | MPC                           |

## 401101–401200
| Designação | Designação | Descoberta         | Descoberta       | Descobridor(es)     | Categoria | Mais informações / Referência |
| Permanente | Provisória | Data               | Local            | Descobridor(es)     | Categoria | Mais informações / Referência |
| ---------- | ---------- | ------------------ | ---------------- | ------------------- | --------- | ----------------------------- |
| 401101     | 2011 UD197 | 21 out 2011        | Kitt Peak        | Spacewatch          | —         | MPC                           |
| 401102     | 2011 UQ202 | 10 dez 2004        | Kitt Peak        | Spacewatch          | —         | MPC                           |
| 401103     | 2011 UJ209 | 9 out 2007         | Kitt Peak        | Spacewatch          | —         | MPC                           |
| 401104     | 2011 UO218 | 18 set 2007        | Kitt Peak        | Spacewatch          | —         | MPC                           |
| 401105     | 2011 UQ218 | 15 abr 2010        | Mount Lemmon     | Mount Lemmon Survey | —         | MPC                           |
| 401106     | 2011 UQ242 | 22 out 2011        | Kitt Peak        | Spacewatch          | —         | MPC                           |
| 401107     | 2011 UY242 | 12 set 2010        | Mount Lemmon     | Mount Lemmon Survey | —         | MPC                           |
| 401108     | 2011 UN243 | 5 mai 2010         | Mount Lemmon     | Mount Lemmon Survey | —         | MPC                           |
| 401109     | 2011 UE245 | 9 fev 2005         | Mount Lemmon     | Mount Lemmon Survey | Mitidika  | MPC                           |
| 401110     | 2011 UQ251 | 30 set 2006        | Catalina         | CSS                 | —         | MPC                           |
| 401111     | 2011 UP253 | 18 abr 2009        | Mount Lemmon     | Mount Lemmon Survey | —         | MPC                           |
| 401112     | 2011 UQ256 | 18 out 2011        | Mount Lemmon     | Mount Lemmon Survey | —         | MPC                           |
| 401113     | 2011 UN260 | 13 out 2004        | Kitt Peak        | Spacewatch          | —         | MPC                           |
| 401114     | 2011 UZ267 | 18 nov 2003        | Kitt Peak        | Spacewatch          | —         | MPC                           |
| 401115     | 2011 UP268 | 7 nov 2007         | Mount Lemmon     | Mount Lemmon Survey | —         | MPC                           |
| 401116     | 2011 US268 | 30 dez 2008        | Kitt Peak        | Spacewatch          | —         | MPC                           |
| 401117     | 2011 UF275 | 23 out 2011        | Kitt Peak        | Spacewatch          | —         | MPC                           |
| 401118     | 2011 UL275 | 16 dez 2007        | Kitt Peak        | Spacewatch          | —         | MPC                           |
| 401119     | 2011 UB277 | 5 set 1999         | Kitt Peak        | Spacewatch          | —         | MPC                           |
| 401120     | 2011 US280 | 8 out 2004         | Kitt Peak        | Spacewatch          | Flora     | MPC                           |
| 401121     | 2011 UF281 | 25 nov 2000        | Kitt Peak        | Spacewatch          | —         | MPC                           |
| 401122     | 2011 UE284 | 28 out 2011        | Kitt Peak        | Spacewatch          | —         | MPC                           |
| 401123     | 2011 UW286 | 16 jan 2004        | Kitt Peak        | Spacewatch          | —         | MPC                           |
| 401124     | 2011 UA293 | 9 abr 2010         | Kitt Peak        | Spacewatch          | —         | MPC                           |
| 401125     | 2011 UF293 | 3 dez 2004         | Kitt Peak        | Spacewatch          | —         | MPC                           |
| 401126     | 2011 UZ294 | 15 mai 2004        | Campo Imperatore | CINEOS              | —         | MPC                           |
| 401127     | 2011 US299 | 6 out 2005         | Kitt Peak        | Spacewatch          | —         | MPC                           |
| 401128     | 2011 US306 | 2 out 1997         | Caussols         | ODAS                | —         | MPC                           |
| 401129     | 2011 UW307 | 20 nov 2000        | Socorro          | LINEAR              | —         | MPC                           |
| 401130     | 2011 UJ309 | 30 dez 2008        | Mount Lemmon     | Mount Lemmon Survey | —         | MPC                           |
| 401131     | 2011 UL314 | 11 set 2007        | Kitt Peak        | Spacewatch          | —         | MPC                           |
| 401132     | 2011 UF316 | 7 abr 2010         | Kitt Peak        | Spacewatch          | —         | MPC                           |
| 401133     | 2011 UE317 | 24 set 2011        | Mount Lemmon     | Mount Lemmon Survey | —         | MPC                           |
| 401134     | 2011 UX326 | 23 set 2006        | Kitt Peak        | Spacewatch          | —         | MPC                           |
| 401135     | 2011 UN336 | 11 nov 2004        | Kitt Peak        | Spacewatch          | —         | MPC                           |
| 401136     | 2011 UN338 | 8 abr 2010         | Kitt Peak        | Spacewatch          | —         | MPC                           |
| 401137     | 2011 UL361 | 17 mai 2005        | Mount Lemmon     | Mount Lemmon Survey | —         | MPC                           |
| 401138     | 2011 UC371 | 5 mai 2003         | Anderson Mesa    | LONEOS              | —         | MPC                           |
| 401139     | 2011 UB376 | 7 out 2004         | Kitt Peak        | Spacewatch          | —         | MPC                           |
| 401140     | 2011 UW379 | 10 out 2004        | Kitt Peak        | Spacewatch          | —         | MPC                           |
| 401141     | 2011 UP384 | 3 ago 1999         | Kitt Peak        | Spacewatch          | —         | MPC                           |
| 401142     | 2011 UX386 | 26 set 2006        | Catalina         | CSS                 | —         | MPC                           |
| 401143     | 2011 UL398 | 21 jun 2010        | Mount Lemmon     | Mount Lemmon Survey | —         | MPC                           |
| 401144     | 2011 UL399 | 22 ago 2007        | Anderson Mesa    | LONEOS              | Mitidika  | MPC                           |
| 401145     | 2011 UU404 | 3 out 2011         | XuYi             | PMO NEO             | —         | MPC                           |
| 401146     | 2011 VD9   | 27 set 2000        | Socorro          | LINEAR              | —         | MPC                           |
| 401147     | 2011 VY10  | 20 mar 2010        | Kitt Peak        | Spacewatch          | Mitidika  | MPC                           |
| 401148     | 2011 VO11  | 27 nov 2006        | Kitt Peak        | Spacewatch          | —         | MPC                           |
| 401149     | 2011 VK12  | 22 abr 2009        | Mount Lemmon     | Mount Lemmon Survey | —         | MPC                           |
| 401150     | 2011 VH13  | 15 nov 1998        | Kitt Peak        | Spacewatch          | —         | MPC                           |
| 401151     | 2011 VP13  | 21 set 2001        | Socorro          | LINEAR              | —         | MPC                           |
| 401152     | 2011 VJ16  | 23 set 2011        | Kitt Peak        | Spacewatch          | Erigone   | MPC                           |
| 401153     | 2011 WQ1   | 26 jul 2006        | Siding Spring    | SSS                 | —         | MPC                           |
| 401154     | 2011 WD2   | 17 set 2006        | Catalina         | CSS                 | —         | MPC                           |
| 401155     | 2011 WB4   | 2 abr 2005         | Mount Lemmon     | Mount Lemmon Survey | —         | MPC                           |
| 401156     | 2011 WF15  | 20 nov 2003        | Socorro          | LINEAR              | —         | MPC                           |
| 401157     | 2011 WQ16  | 4 dez 2007         | Mount Lemmon     | Mount Lemmon Survey | —         | MPC                           |
| 401158     | 2011 WP27  | 6 jan 2005         | Socorro          | LINEAR              | —         | MPC                           |
| 401159     | 2011 WR35  | 23 nov 2011        | Kitt Peak        | Spacewatch          | —         | MPC                           |
| 401160     | 2011 WY43  | 12 dez 2006        | Kitt Peak        | Spacewatch          | —         | MPC                           |
| 401161     | 2011 WK48  | 16 mai 2009        | Mount Lemmon     | Mount Lemmon Survey | —         | MPC                           |
| 401162     | 2011 WN53  | October 2000 10 01 | Anderson Mesa    | LONEOS              | —         | MPC                           |
| 401163     | 2011 WU53  | 1 mar 2008         | Kitt Peak        | Spacewatch          | —         | MPC                           |
| 401164     | 2011 WV53  | 8 abr 2010         | Kitt Peak        | Spacewatch          | —         | MPC                           |
| 401165     | 2011 WX54  | 27 out 2011        | Mount Lemmon     | Mount Lemmon Survey | —         | MPC                           |
| 401166     | 2011 WY54  | 15 out 2007        | Kitt Peak        | Spacewatch          | —         | MPC                           |
| 401167     | 2011 WZ54  | 10 out 2007        | Mount Lemmon     | Mount Lemmon Survey | —         | MPC                           |
| 401168     | 2011 WJ59  | 21 out 2011        | Mount Lemmon     | Mount Lemmon Survey | —         | MPC                           |
| 401169     | 2011 WE60  | 15 dez 2007        | Mount Lemmon     | Mount Lemmon Survey | —         | MPC                           |
| 401170     | 2011 WQ63  | 1 jun 2010         | WISE             | WISE                | —         | MPC                           |
| 401171     | 2011 WD65  | 9 dez 2006         | Kitt Peak        | Spacewatch          | —         | MPC                           |
| 401172     | 2011 WS65  | 25 set 2005        | Kitt Peak        | Spacewatch          | —         | MPC                           |
| 401173     | 2011 WH70  | 23 out 2004        | Kitt Peak        | Spacewatch          | —         | MPC                           |
| 401174     | 2011 WM70  | 23 out 2004        | Kitt Peak        | Spacewatch          | —         | MPC                           |
| 401175     | 2011 WV88  | 9 fev 2008         | Catalina         | CSS                 | —         | MPC                           |
| 401176     | 2011 WN94  | 21 abr 2009        | Mount Lemmon     | Mount Lemmon Survey | —         | MPC                           |
| 401177     | 2011 WT96  | 31 mar 2003        | Kitt Peak        | Spacewatch          | —         | MPC                           |
| 401178     | 2011 WF97  | 20 out 2006        | Kitt Peak        | Spacewatch          | —         | MPC                           |
| 401179     | 2011 WA98  | 10 mai 2005        | Kitt Peak        | Spacewatch          | —         | MPC                           |
| 401180     | 2011 WF99  | 17 dez 2001        | Socorro          | LINEAR              | —         | MPC                           |
| 401181     | 2011 WL102 | 4 mai 2010         | WISE             | WISE                | —         | MPC                           |
| 401182     | 2011 WD103 | 8 jun 2010         | WISE             | WISE                | —         | MPC                           |
| 401183     | 2011 WE103 | 1 nov 2006         | Mount Lemmon     | Mount Lemmon Survey | —         | MPC                           |
| 401184     | 2011 WM104 | 15 abr 2008        | Mount Lemmon     | Mount Lemmon Survey | —         | MPC                           |
| 401185     | 2011 WE108 | 11 out 2005        | Kitt Peak        | Spacewatch          | —         | MPC                           |
| 401186     | 2011 WJ109 | 30 set 2003        | Kitt Peak        | Spacewatch          | —         | MPC                           |
| 401187     | 2011 WS113 | 8 nov 2007         | Mount Lemmon     | Mount Lemmon Survey | —         | MPC                           |
| 401188     | 2011 WV115 | 31 jan 2009        | Kitt Peak        | Spacewatch          | —         | MPC                           |
| 401189     | 2011 WA120 | 12 dez 2004        | Kitt Peak        | Spacewatch          | —         | MPC                           |
| 401190     | 2011 WP120 | 10 dez 2004        | Socorro          | LINEAR              | —         | MPC                           |
| 401191     | 2011 WL125 | 13 out 2007        | Catalina         | CSS                 | —         | MPC                           |
| 401192     | 2011 WN127 | 23 jun 2007        | Kitt Peak        | Spacewatch          | —         | MPC                           |
| 401193     | 2011 WD134 | 17 nov 2011        | Kitt Peak        | Spacewatch          | —         | MPC                           |
| 401194     | 2011 WX137 | 8 mai 2005         | Kitt Peak        | Spacewatch          | —         | MPC                           |
| 401195     | 2011 WJ139 | 1 nov 2011         | Mount Lemmon     | Mount Lemmon Survey | Phocaea   | MPC                           |
| 401196     | 2011 WO139 | 27 out 2006        | Catalina         | CSS                 | —         | MPC                           |
| 401197     | 2011 WQ142 | 18 out 2011        | Kitt Peak        | Spacewatch          | —         | MPC                           |
| 401198     | 2011 WS145 | 4 fev 2005         | Kitt Peak        | Spacewatch          | —         | MPC                           |
| 401199     | 2011 WJ153 | 4 jul 2010         | Kitt Peak        | Spacewatch          | —         | MPC                           |
| 401200     | 2011 YC1   | 18 set 2010        | Mount Lemmon     | Mount Lemmon Survey | —         | MPC                           |

## 401201–401300
| Designação | Designação | Descoberta  | Descoberta    | Descobridor(es)     | Categoria | Mais informações / Referência |
| Permanente | Provisória | Data        | Local         | Descobridor(es)     | Categoria | Mais informações / Referência |
| ---------- | ---------- | ----------- | ------------- | ------------------- | --------- | ----------------------------- |
| 401201     | 2011 YR1   | 13 jun 2007 | Catalina      | CSS                 | —         | MPC                           |
| 401202     | 2011 YD7   | 18 nov 2011 | Mount Lemmon  | Mount Lemmon Survey | Brangane  | MPC                           |
| 401203     | 2011 YF7   | 18 nov 2007 | Kitt Peak     | Spacewatch          | —         | MPC                           |
| 401204     | 2011 YC8   | 16 nov 2006 | Kitt Peak     | Spacewatch          | —         | MPC                           |
| 401205     | 2011 YE13  | 22 out 2006 | Mount Lemmon  | Mount Lemmon Survey | —         | MPC                           |
| 401206     | 2011 YU19  | 14 abr 2008 | Mount Lemmon  | Mount Lemmon Survey | —         | MPC                           |
| 401207     | 2011 YN20  | 19 jan 2008 | Mount Lemmon  | Mount Lemmon Survey | —         | MPC                           |
| 401208     | 2011 YA25  | 9 nov 2007  | Mount Lemmon  | Mount Lemmon Survey | —         | MPC                           |
| 401209     | 2011 YO26  | 25 dez 2011 | Kitt Peak     | Spacewatch          | —         | MPC                           |
| 401210     | 2011 YD32  | 26 dez 2011 | Kitt Peak     | Spacewatch          | —         | MPC                           |
| 401211     | 2011 YL37  | 27 ago 2006 | Kitt Peak     | Spacewatch          | —         | MPC                           |
| 401212     | 2011 YZ37  | 28 abr 2008 | Mount Lemmon  | Mount Lemmon Survey | —         | MPC                           |
| 401213     | 2011 YY42  | 12 jan 2008 | Kitt Peak     | Spacewatch          | —         | MPC                           |
| 401214     | 2011 YF44  | 2 jul 2010  | WISE          | WISE                | —         | MPC                           |
| 401215     | 2011 YM44  | 23 out 2006 | Mount Lemmon  | Mount Lemmon Survey | —         | MPC                           |
| 401216     | 2011 YF45  | 21 jun 2010 | WISE          | WISE                | —         | MPC                           |
| 401217     | 2011 YD46  | 16 fev 2007 | Catalina      | CSS                 | —         | MPC                           |
| 401218     | 2011 YW57  | 5 dez 2007  | Kitt Peak     | Spacewatch          | —         | MPC                           |
| 401219     | 2011 YF59  | 27 abr 2009 | Kitt Peak     | Spacewatch          | —         | MPC                           |
| 401220     | 2011 YG64  | 13 dez 2006 | Mount Lemmon  | Mount Lemmon Survey | —         | MPC                           |
| 401221     | 2011 YD67  | 12 nov 2010 | Mount Lemmon  | Mount Lemmon Survey | —         | MPC                           |
| 401222     | 2011 YG69  | 13 abr 2005 | Catalina      | CSS                 | —         | MPC                           |
| 401223     | 2011 YA71  | 15 mai 2008 | Mount Lemmon  | Mount Lemmon Survey | —         | MPC                           |
| 401224     | 2011 YK77  | 26 jun 1997 | Kitt Peak     | Spacewatch          | —         | MPC                           |
| 401225     | 2012 AR4   | 29 ago 2006 | Anderson Mesa | LONEOS              | —         | MPC                           |
| 401226     | 2012 AE6   | 7 out 2004  | Socorro       | LINEAR              | —         | MPC                           |
| 401227     | 2012 AN7   | 11 out 2010 | Mount Lemmon  | Mount Lemmon Survey | —         | MPC                           |
| 401228     | 2012 AL8   | 10 fev 1999 | Kitt Peak     | Spacewatch          | —         | MPC                           |
| 401229     | 2012 AS9   | 27 ago 2006 | Anderson Mesa | LONEOS              | —         | MPC                           |
| 401230     | 2012 AN13  | 11 out 2010 | Catalina      | CSS                 | Brangane  | MPC                           |
| 401231     | 2012 AK14  | 15 dez 2007 | Kitt Peak     | Spacewatch          | —         | MPC                           |
| 401232     | 2012 AC17  | 22 fev 2007 | Catalina      | CSS                 | —         | MPC                           |
| 401233     | 2012 AW18  | 30 out 2010 | Mount Lemmon  | Mount Lemmon Survey | —         | MPC                           |
| 401234     | 2012 AM23  | 5 jul 2005  | Kitt Peak     | Spacewatch          | —         | MPC                           |
| 401235     | 2012 AH24  | 15 set 2009 | Mount Lemmon  | Mount Lemmon Survey | —         | MPC                           |
| 401236     | 2012 BH5   | 18 set 2003 | Kitt Peak     | Spacewatch          | —         | MPC                           |
| 401237     | 2012 BM6   | 16 jan 2004 | Kitt Peak     | Spacewatch          | —         | MPC                           |
| 401238     | 2012 BW9   | 16 mar 2007 | Kitt Peak     | Spacewatch          | —         | MPC                           |
| 401239     | 2012 BA18  | 16 jun 2010 | WISE          | WISE                | —         | MPC                           |
| 401240     | 2012 BR20  | 2 fev 2008  | Kitt Peak     | Spacewatch          | —         | MPC                           |
| 401241     | 2012 BQ22  | 13 nov 2010 | Mount Lemmon  | Mount Lemmon Survey | —         | MPC                           |
| 401242     | 2012 BD24  | 18 set 2010 | Mount Lemmon  | Mount Lemmon Survey | —         | MPC                           |
| 401243     | 2012 BR24  | 4 jan 2012  | Mount Lemmon  | Mount Lemmon Survey | —         | MPC                           |
| 401244     | 2012 BR34  | 24 dez 2005 | Kitt Peak     | Spacewatch          | —         | MPC                           |
| 401245     | 2012 BC36  | 2 fev 2008  | Kitt Peak     | Spacewatch          | —         | MPC                           |
| 401246     | 2012 BA48  | 1 fev 2003  | Socorro       | LINEAR              | —         | MPC                           |
| 401247     | 2012 BM52  | 3 fev 2008  | Kitt Peak     | Spacewatch          | Brucato   | MPC                           |
| 401248     | 2012 BC56  | 21 jan 2012 | Kitt Peak     | Spacewatch          | —         | MPC                           |
| 401249     | 2012 BV62  | 27 jan 2007 | Mount Lemmon  | Mount Lemmon Survey | —         | MPC                           |
| 401250     | 2012 BE63  | 13 dez 2006 | Mount Lemmon  | Mount Lemmon Survey | —         | MPC                           |
| 401251     | 2012 BW73  | 14 nov 2010 | Kitt Peak     | Spacewatch          | —         | MPC                           |
| 401252     | 2012 BB78  | 7 set 1997  | Caussols      | ODAS                | —         | MPC                           |
| 401253     | 2012 BY79  | 22 fev 2007 | Kitt Peak     | Spacewatch          | Brangane  | MPC                           |
| 401254     | 2012 BW84  | 17 jan 2007 | Kitt Peak     | Spacewatch          | —         | MPC                           |
| 401255     | 2012 BD88  | 16 mar 2007 | Kitt Peak     | Spacewatch          | —         | MPC                           |
| 401256     | 2012 BH88  | 12 jan 1996 | Kitt Peak     | Spacewatch          | —         | MPC                           |
| 401257     | 2012 BW90  | 13 mai 2004 | Kitt Peak     | Spacewatch          | —         | MPC                           |
| 401258     | 2012 BH92  | 21 dez 2006 | Mount Lemmon  | Mount Lemmon Survey | Eos       | MPC                           |
| 401259     | 2012 BG93  | 1 abr 2008  | Mount Lemmon  | Mount Lemmon Survey | —         | MPC                           |
| 401260     | 2012 BJ99  | 27 dez 2005 | Kitt Peak     | Spacewatch          | —         | MPC                           |
| 401261     | 2012 BK105 | 2 nov 2010  | Kitt Peak     | Spacewatch          | —         | MPC                           |
| 401262     | 2012 BV110 | 19 fev 2001 | Socorro       | LINEAR              | —         | MPC                           |
| 401263     | 2012 BD112 | 8 ago 2004  | Socorro       | LINEAR              | —         | MPC                           |
| 401264     | 2012 BA123 | 27 abr 2008 | Mount Lemmon  | Mount Lemmon Survey | —         | MPC                           |
| 401265     | 2012 BR130 | 1 abr 2008  | Kitt Peak     | Spacewatch          | Brangane  | MPC                           |
| 401266     | 2012 BZ131 | 17 fev 2001 | Socorro       | LINEAR              | —         | MPC                           |
| 401267     | 2012 BF133 | 3 mai 2008  | Kitt Peak     | Spacewatch          | —         | MPC                           |
| 401268     | 2012 BG143 | 26 mai 2008 | Mount Lemmon  | Mount Lemmon Survey | Brangane  | MPC                           |
| 401269     | 2012 BE144 | 29 nov 2005 | Kitt Peak     | Spacewatch          | —         | MPC                           |
| 401270     | 2012 CY9   | 4 jan 2012  | Mount Lemmon  | Mount Lemmon Survey | —         | MPC                           |
| 401271     | 2012 CX10  | 31 ago 2003 | Kitt Peak     | Spacewatch          | —         | MPC                           |
| 401272     | 2012 CG11  | 21 fev 2007 | Mount Lemmon  | Mount Lemmon Survey | Brangane  | MPC                           |
| 401273     | 2012 CY14  | 18 ago 2009 | Kitt Peak     | Spacewatch          | —         | MPC                           |
| 401274     | 2012 CY24  | 28 dez 2005 | Kitt Peak     | Spacewatch          | —         | MPC                           |
| 401275     | 2012 CO25  | 13 mar 2007 | Kitt Peak     | Spacewatch          | Hygiea    | MPC                           |
| 401276     | 2012 CX38  | 8 mai 2008  | Mount Lemmon  | Mount Lemmon Survey | —         | MPC                           |
| 401277     | 2012 CG41  | 8 set 2004  | Socorro       | LINEAR              | —         | MPC                           |
| 401278     | 2012 CL41  | 8 fev 2008  | Kitt Peak     | Spacewatch          | —         | MPC                           |
| 401279     | 2012 CD45  | 3 jul 2003  | Kitt Peak     | Spacewatch          | —         | MPC                           |
| 401280     | 2012 CX52  | 22 nov 2005 | Catalina      | CSS                 | —         | MPC                           |
| 401281     | 2012 CU53  | 27 dez 2005 | Kitt Peak     | Spacewatch          | —         | MPC                           |
| 401282     | 2012 DD5   | 30 abr 2008 | Mount Lemmon  | Mount Lemmon Survey | Brangane  | MPC                           |
| 401283     | 2012 DN11  | 28 nov 2005 | Kitt Peak     | Spacewatch          | —         | MPC                           |
| 401284     | 2012 DC19  | 7 nov 2010  | Mount Lemmon  | Mount Lemmon Survey | —         | MPC                           |
| 401285     | 2012 DZ26  | 3 ago 2008  | Siding Spring | SSS                 | —         | MPC                           |
| 401286     | 2012 DE32  | 27 ago 2009 | Kitt Peak     | Spacewatch          | —         | MPC                           |
| 401287     | 2012 DA41  | 30 set 2005 | Mount Lemmon  | Mount Lemmon Survey | —         | MPC                           |
| 401288     | 2012 DU44  | 16 fev 2001 | Kitt Peak     | Spacewatch          | —         | MPC                           |
| 401289     | 2012 DB55  | 13 set 2005 | Catalina      | CSS                 | Eos       | MPC                           |
| 401290     | 2012 DH57  | 26 out 2005 | Kitt Peak     | Spacewatch          | —         | MPC                           |
| 401291     | 2012 DU62  | 24 set 2000 | Anderson Mesa | LONEOS              | —         | MPC                           |
| 401292     | 2012 DA80  | 29 out 2005 | Mount Lemmon  | Mount Lemmon Survey | —         | MPC                           |
| 401293     | 2012 DF80  | 7 set 2008  | Catalina      | CSS                 | —         | MPC                           |
| 401294     | 2012 DZ92  | 27 jan 2007 | Mount Lemmon  | Mount Lemmon Survey | —         | MPC                           |
| 401295     | 2012 FR    | 2 fev 2006  | Mount Lemmon  | Mount Lemmon Survey | —         | MPC                           |
| 401296     | 2012 FW31  | 26 abr 2007 | Kitt Peak     | Spacewatch          | —         | MPC                           |
| 401297     | 2012 FN42  | 19 set 2003 | Kitt Peak     | Spacewatch          | —         | MPC                           |
| 401298     | 2012 FW81  | 16 fev 2001 | Socorro       | LINEAR              | —         | MPC                           |
| 401299     | 2012 GF34  | 19 set 2003 | Kitt Peak     | Spacewatch          | —         | MPC                           |
| 401300     | 2012 HQ31  | 27 mar 2004 | Socorro       | LINEAR              | Juno      | MPC                           |

## 401301–401400
| Designação | Designação | Descoberta  | Descoberta       | Descobridor(es)     | Categoria | Mais informações / Referência |
| Permanente | Provisória | Data        | Local            | Descobridor(es)     | Categoria | Mais informações / Referência |
| ---------- | ---------- | ----------- | ---------------- | ------------------- | --------- | ----------------------------- |
| 401301     | 2012 TE20  | 28 mai 2006 | Kitt Peak        | Spacewatch          | —         | MPC                           |
| 401302     | 2012 TR187 | 18 out 2003 | Anderson Mesa    | LONEOS              | Phocaea   | MPC                           |
| 401303     | 2012 UR127 | 2 mar 2011  | Catalina         | CSS                 | Juno      | MPC                           |
| 401304     | 2012 UU127 | 17 nov 2001 | Socorro          | LINEAR              | —         | MPC                           |
| 401305     | 2012 WU4   | 26 nov 2005 | Kitt Peak        | Spacewatch          | —         | MPC                           |
| 401306     | 2012 WK24  | 24 dez 2005 | Kitt Peak        | Spacewatch          | —         | MPC                           |
| 401307     | 2012 XM34  | 30 nov 2005 | Kitt Peak        | Spacewatch          | —         | MPC                           |
| 401308     | 2012 XP51  | 24 abr 2003 | Anderson Mesa    | LONEOS              | —         | MPC                           |
| 401309     | 2012 XS55  | 11 jan 2005 | Socorro          | LINEAR              | —         | MPC                           |
| 401310     | 2012 XT80  | 7 nov 2012  | Mount Lemmon     | Mount Lemmon Survey | —         | MPC                           |
| 401311     | 2012 XT142 | 9 jan 2002  | Socorro          | LINEAR              | —         | MPC                           |
| 401312     | 2012 XQ151 | 5 mar 2006  | Kitt Peak        | Spacewatch          | —         | MPC                           |
| 401313     | 2012 XK156 | 19 dez 2003 | Socorro          | LINEAR              | —         | MPC                           |
| 401314     | 2012 YK1   | 12 fev 2004 | Kitt Peak        | Spacewatch          | —         | MPC                           |
| 401315     | 2013 AB1   | 3 fev 2008  | Catalina         | CSS                 | —         | MPC                           |
| 401316     | 2013 AU6   | 1 dez 2008  | Mount Lemmon     | Mount Lemmon Survey | —         | MPC                           |
| 401317     | 2013 AQ8   | 10 dez 2012 | Kitt Peak        | Spacewatch          | —         | MPC                           |
| 401318     | 2013 AE11  | 1 abr 2009  | Catalina         | CSS                 | —         | MPC                           |
| 401319     | 2013 AP15  | 8 jan 2007  | Kitt Peak        | Spacewatch          | —         | MPC                           |
| 401320     | 2013 AR18  | 26 fev 2009 | Catalina         | CSS                 | —         | MPC                           |
| 401321     | 2013 AA22  | 6 mar 2008  | Mount Lemmon     | Mount Lemmon Survey | —         | MPC                           |
| 401322     | 2013 AH22  | 19 jan 2008 | Mount Lemmon     | Mount Lemmon Survey | —         | MPC                           |
| 401323     | 2013 AY22  | 10 jan 2006 | Mount Lemmon     | Mount Lemmon Survey | —         | MPC                           |
| 401324     | 2013 AD33  | 19 out 2008 | Kitt Peak        | Spacewatch          | —         | MPC                           |
| 401325     | 2013 AK39  | 8 jan 2010  | Mount Lemmon     | Mount Lemmon Survey | —         | MPC                           |
| 401326     | 2013 AR40  | 14 set 2006 | Catalina         | CSS                 | —         | MPC                           |
| 401327     | 2013 AG52  | 2 fev 2009  | Mount Lemmon     | Mount Lemmon Survey | —         | MPC                           |
| 401328     | 2013 AT54  | 17 jun 2010 | Mount Lemmon     | Mount Lemmon Survey | —         | MPC                           |
| 401329     | 2013 AD55  | 16 dez 2007 | Mount Lemmon     | Mount Lemmon Survey | —         | MPC                           |
| 401330     | 2013 AU55  | 13 ago 2007 | Siding Spring    | SSS                 | —         | MPC                           |
| 401331     | 2013 AD58  | 21 dez 2008 | Kitt Peak        | Spacewatch          | —         | MPC                           |
| 401332     | 2013 AW58  | 10 set 2004 | Socorro          | LINEAR              | —         | MPC                           |
| 401333     | 2013 AL68  | 5 jan 2002  | Kitt Peak        | Spacewatch          | —         | MPC                           |
| 401334     | 2013 AA73  | 20 nov 2007 | Mount Lemmon     | Mount Lemmon Survey | —         | MPC                           |
| 401335     | 2013 AA75  | 29 set 2008 | Mount Lemmon     | Mount Lemmon Survey | —         | MPC                           |
| 401336     | 2013 AU78  | 28 out 2005 | Mount Lemmon     | Mount Lemmon Survey | —         | MPC                           |
| 401337     | 2013 AM83  | 8 out 2007  | Catalina         | CSS                 | —         | MPC                           |
| 401338     | 2013 AU83  | 20 jan 2006 | Kitt Peak        | Spacewatch          | —         | MPC                           |
| 401339     | 2013 AE85  | 21 nov 2008 | Kitt Peak        | Spacewatch          | —         | MPC                           |
| 401340     | 2013 AF89  | 31 mar 2009 | Mount Lemmon     | Mount Lemmon Survey | —         | MPC                           |
| 401341     | 2013 AH89  | 29 nov 2003 | Kitt Peak        | Spacewatch          | —         | MPC                           |
| 401342     | 2013 AU93  | 17 nov 2007 | Kitt Peak        | Spacewatch          | —         | MPC                           |
| 401343     | 2013 AK100 | 19 jan 2004 | Kitt Peak        | Spacewatch          | —         | MPC                           |
| 401344     | 2013 AY101 | 7 set 2008  | Mount Lemmon     | Mount Lemmon Survey | —         | MPC                           |
| 401345     | 2013 AJ103 | 27 nov 2006 | Mount Lemmon     | Mount Lemmon Survey | —         | MPC                           |
| 401346     | 2013 AL104 | 13 jan 2002 | Socorro          | LINEAR              | —         | MPC                           |
| 401347     | 2013 AY118 | 14 fev 2004 | Socorro          | LINEAR              | —         | MPC                           |
| 401348     | 2013 AN119 | 25 out 2005 | Kitt Peak        | Spacewatch          | Flora     | MPC                           |
| 401349     | 2013 AG120 | 19 mar 2009 | Kitt Peak        | Spacewatch          | Eos       | MPC                           |
| 401350     | 2013 AZ123 | 24 set 2011 | Mount Lemmon     | Mount Lemmon Survey | —         | MPC                           |
| 401351     | 2013 AG147 | 10 mai 2005 | Mount Lemmon     | Mount Lemmon Survey | —         | MPC                           |
| 401352     | 2013 AY149 | 21 out 2007 | Mount Lemmon     | Mount Lemmon Survey | Phocaea   | MPC                           |
| 401353     | 2013 AF166 | 18 jan 2009 | Kitt Peak        | Spacewatch          | —         | MPC                           |
| 401354     | 2013 BR4   | 22 dez 2008 | Mount Lemmon     | Mount Lemmon Survey | —         | MPC                           |
| 401355     | 2013 BX9   | 4 fev 2009  | Catalina         | CSS                 | Phocaea   | MPC                           |
| 401356     | 2013 BT21  | 4 out 2004  | Kitt Peak        | Spacewatch          | —         | MPC                           |
| 401357     | 2013 BD23  | 16 mai 2006 | Siding Spring    | SSS                 | —         | MPC                           |
| 401358     | 2013 BM24  | 19 nov 2003 | Kitt Peak        | Spacewatch          | —         | MPC                           |
| 401359     | 2013 BK32  | 25 out 2008 | Kitt Peak        | Spacewatch          | —         | MPC                           |
| 401360     | 2013 BE37  | 6 dez 2005  | Kitt Peak        | Spacewatch          | —         | MPC                           |
| 401361     | 2013 BD39  | 13 mar 2010 | Kitt Peak        | Spacewatch          | —         | MPC                           |
| 401362     | 2013 BO39  | 4 dez 2008  | Mount Lemmon     | Mount Lemmon Survey | —         | MPC                           |
| 401363     | 2013 BZ39  | 5 abr 2005  | Campo Imperatore | CINEOS              | —         | MPC                           |
| 401364     | 2013 BF43  | 29 jan 2009 | Mount Lemmon     | Mount Lemmon Survey | —         | MPC                           |
| 401365     | 2013 BM45  | 12 nov 2004 | Siding Spring    | SSS                 | —         | MPC                           |
| 401366     | 2013 BF60  | 17 abr 2009 | Mount Lemmon     | Mount Lemmon Survey | —         | MPC                           |
| 401367     | 2013 BZ60  | 24 nov 2008 | Mount Lemmon     | Mount Lemmon Survey | Mitidika  | MPC                           |
| 401368     | 2013 BO63  | 29 mai 2010 | WISE             | WISE                | —         | MPC                           |
| 401369     | 2013 BP63  | 18 jan 2013 | Kitt Peak        | Spacewatch          | —         | MPC                           |
| 401370     | 2013 BM66  | 31 ago 2011 | Siding Spring    | SSS                 | —         | MPC                           |
| 401371     | 2013 BR66  | 8 fev 2010  | WISE             | WISE                | —         | MPC                           |
| 401372     | 2013 BE70  | 1 nov 2006  | Catalina         | CSS                 | —         | MPC                           |
| 401373     | 2013 BC76  | 24 set 2008 | Kitt Peak        | Spacewatch          | —         | MPC                           |
| 401374     | 2013 BR77  | 23 fev 2006 | Kitt Peak        | Spacewatch          | Mitidika  | MPC                           |
| 401375     | 2013 CC    | 20 dez 2004 | Mount Lemmon     | Mount Lemmon Survey | —         | MPC                           |
| 401376     | 2013 CE    | 26 out 2008 | Mount Lemmon     | Mount Lemmon Survey | —         | MPC                           |
| 401377     | 2013 CN5   | 16 dez 2007 | Mount Lemmon     | Mount Lemmon Survey | —         | MPC                           |
| 401378     | 2013 CL8   | 8 jan 2006  | Mount Lemmon     | Mount Lemmon Survey | —         | MPC                           |
| 401379     | 2013 CY11  | 21 dez 2008 | Kitt Peak        | Spacewatch          | —         | MPC                           |
| 401380     | 2013 CH18  | 21 mar 2009 | Catalina         | CSS                 | —         | MPC                           |
| 401381     | 2013 CO18  | 16 jan 2009 | Kitt Peak        | Spacewatch          | —         | MPC                           |
| 401382     | 2013 CV19  | 17 nov 2006 | Mount Lemmon     | Mount Lemmon Survey | —         | MPC                           |
| 401383     | 2013 CC24  | 24 ago 2007 | Kitt Peak        | Spacewatch          | —         | MPC                           |
| 401384     | 2013 CV26  | 18 ago 2003 | Campo Imperatore | CINEOS              | —         | MPC                           |
| 401385     | 2013 CO28  | 4 dez 2007  | Catalina         | CSS                 | —         | MPC                           |
| 401386     | 2013 CM32  | 4 abr 2006  | Kitt Peak        | Spacewatch          | —         | MPC                           |
| 401387     | 2013 CT32  | 16 mar 2009 | Catalina         | CSS                 | —         | MPC                           |
| 401388     | 2013 CH33  | 16 nov 1998 | Kitt Peak        | Spacewatch          | —         | MPC                           |
| 401389     | 2013 CB34  | 25 fev 2009 | Siding Spring    | SSS                 | —         | MPC                           |
| 401390     | 2013 CT37  | 29 set 2005 | Kitt Peak        | Spacewatch          | —         | MPC                           |
| 401391     | 2013 CD38  | 29 mar 2009 | Siding Spring    | SSS                 | —         | MPC                           |
| 401392     | 2013 CN38  | 11 set 2006 | Catalina         | CSS                 | —         | MPC                           |
| 401393     | 2013 CN43  | 3 mar 2006  | Catalina         | CSS                 | —         | MPC                           |
| 401394     | 2013 CP43  | 21 out 2001 | Kitt Peak        | Spacewatch          | —         | MPC                           |
| 401395     | 2013 CN44  | 1 set 2005  | Kitt Peak        | Spacewatch          | —         | MPC                           |
| 401396     | 2013 CR45  | 22 dez 2008 | Mount Lemmon     | Mount Lemmon Survey | —         | MPC                           |
| 401397     | 2013 CR49  | 21 nov 2003 | Kitt Peak        | Spacewatch          | —         | MPC                           |
| 401398     | 2013 CU50  | 25 out 2008 | Kitt Peak        | Spacewatch          | —         | MPC                           |
| 401399     | 2013 CR51  | 31 dez 2008 | Kitt Peak        | Spacewatch          | —         | MPC                           |
| 401400     | 2013 CK54  | 19 nov 2008 | Mount Lemmon     | Mount Lemmon Survey | —         | MPC                           |

## 401401–401500
| Designação | Designação | Descoberta       | Descoberta    | Descobridor(es)     | Categoria | Mais informações / Referência |
| Permanente | Provisória | Data             | Local         | Descobridor(es)     | Categoria | Mais informações / Referência |
| ---------- | ---------- | ---------------- | ------------- | ------------------- | --------- | ----------------------------- |
| 401401     | 2013 CL57  | 1 out 2005       | Catalina      | CSS                 | —         | MPC                           |
| 401402     | 2013 CY57  | 12 abr 2008      | Catalina      | CSS                 | —         | MPC                           |
| 401403     | 2013 CK61  | 9 dez 1996       | Kitt Peak     | Spacewatch          | —         | MPC                           |
| 401404     | 2013 CX61  | 9 abr 2006       | Mount Lemmon  | Mount Lemmon Survey | —         | MPC                           |
| 401405     | 2013 CA63  | 5 dez 2007       | Kitt Peak     | Spacewatch          | —         | MPC                           |
| 401406     | 2013 CG63  | 27 fev 2009      | Kitt Peak     | Spacewatch          | —         | MPC                           |
| 401407     | 2013 CL64  | 15 set 2006      | Kitt Peak     | Spacewatch          | —         | MPC                           |
| 401408     | 2013 CP64  | 26 fev 2009      | Kitt Peak     | Spacewatch          | Phocaea   | MPC                           |
| 401409     | 2013 CO65  | 12 fev 2004      | Kitt Peak     | Spacewatch          | —         | MPC                           |
| 401410     | 2013 CT65  | 16 nov 2006      | Mount Lemmon  | Mount Lemmon Survey | —         | MPC                           |
| 401411     | 2013 CR66  | 29 set 2005      | Kitt Peak     | Spacewatch          | —         | MPC                           |
| 401412     | 2013 CF67  | 25 fev 2006      | Kitt Peak     | Spacewatch          | —         | MPC                           |
| 401413     | 2013 CB69  | 23 jan 2006      | Mount Lemmon  | Mount Lemmon Survey | —         | MPC                           |
| 401414     | 2013 CD70  | 5 nov 2007       | Mount Lemmon  | Mount Lemmon Survey | —         | MPC                           |
| 401415     | 2013 CP72  | 13 jun 2005      | Kitt Peak     | Spacewatch          | —         | MPC                           |
| 401416     | 2013 CO73  | 13 jan 1994      | Kitt Peak     | Spacewatch          | —         | MPC                           |
| 401417     | 2013 CP74  | 15 jan 2004      | Kitt Peak     | Spacewatch          | —         | MPC                           |
| 401418     | 2013 CJ75  | 18 out 1998      | Kitt Peak     | Spacewatch          | —         | MPC                           |
| 401419     | 2013 CP77  | 8 nov 2008       | Mount Lemmon  | Mount Lemmon Survey | —         | MPC                           |
| 401420     | 2013 CJ81  | 11 mar 2008      | Kitt Peak     | Spacewatch          | —         | MPC                           |
| 401421     | 2013 CM81  | 27 set 2006      | Kitt Peak     | Spacewatch          | —         | MPC                           |
| 401422     | 2013 CX81  | 3 dez 2007       | Kitt Peak     | Spacewatch          | —         | MPC                           |
| 401423     | 2013 CX82  | October 15. 2007 | Kitt Peak     | Spacewatch          | —         | MPC                           |
| 401424     | 2013 CR85  | 31 jan 2009      | Mount Lemmon  | Mount Lemmon Survey | Eos       | MPC                           |
| 401425     | 2013 CB86  | 3 out 2006       | Mount Lemmon  | Mount Lemmon Survey | —         | MPC                           |
| 401426     | 2013 CT95  | 14 jan 2008      | Kitt Peak     | Spacewatch          | —         | MPC                           |
| 401427     | 2013 CW98  | 14 jan 2008      | Kitt Peak     | Spacewatch          | —         | MPC                           |
| 401428     | 2013 CO101 | 8 jan 2013       | Mount Lemmon  | Mount Lemmon Survey | —         | MPC                           |
| 401429     | 2013 CE104 | 10 abr 2005      | Kitt Peak     | Spacewatch          | —         | MPC                           |
| 401430     | 2013 CE107 | 20 out 2011      | Kitt Peak     | Spacewatch          | —         | MPC                           |
| 401431     | 2013 CX107 | 4 fev 2009       | Mount Lemmon  | Mount Lemmon Survey | —         | MPC                           |
| 401432     | 2013 CS108 | 10 set 2007      | Mount Lemmon  | Mount Lemmon Survey | —         | MPC                           |
| 401433     | 2013 CN110 | 4 mar 2008       | Mount Lemmon  | Mount Lemmon Survey | —         | MPC                           |
| 401434     | 2013 CX110 | 20 jul 1999      | Anderson Mesa | LONEOS              | —         | MPC                           |
| 401435     | 2013 CL111 | 11 mai 2010      | Mount Lemmon  | Mount Lemmon Survey | —         | MPC                           |
| 401436     | 2013 CE116 | 9 jun 2010       | WISE          | WISE                | —         | MPC                           |
| 401437     | 2013 CJ122 | 20 dez 2004      | Mount Lemmon  | Mount Lemmon Survey | —         | MPC                           |
| 401438     | 2013 CT123 | 17 mar 2009      | Kitt Peak     | Spacewatch          | —         | MPC                           |
| 401439     | 2013 CP126 | 6 set 2008       | Catalina      | CSS                 | —         | MPC                           |
| 401440     | 2013 CJ130 | 9 nov 2008       | Mount Lemmon  | Mount Lemmon Survey | —         | MPC                           |
| 401441     | 2013 CE131 | 29 set 2005      | Kitt Peak     | Spacewatch          | —         | MPC                           |
| 401442     | 2013 CM131 | 3 mar 2006       | Mount Lemmon  | Mount Lemmon Survey | —         | MPC                           |
| 401443     | 2013 CH132 | 8 dez 1999       | Kitt Peak     | Spacewatch          | —         | MPC                           |
| 401444     | 2013 CT134 | 27 dez 2006      | Mount Lemmon  | Mount Lemmon Survey | —         | MPC                           |
| 401445     | 2013 CJ135 | 17 jan 2009      | Kitt Peak     | Spacewatch          | —         | MPC                           |
| 401446     | 2013 CY135 | 27 jan 2010      | WISE          | WISE                | Vesta     | MPC                           |
| 401447     | 2013 CG137 | 22 jan 2013      | Mount Lemmon  | Mount Lemmon Survey | —         | MPC                           |
| 401448     | 2013 CH137 | 21 fev 2001      | Kitt Peak     | Spacewatch          | —         | MPC                           |
| 401449     | 2013 CJ137 | 18 jan 2009      | Kitt Peak     | Spacewatch          | —         | MPC                           |
| 401450     | 2013 CR138 | 5 fev 2009       | Mount Lemmon  | Mount Lemmon Survey | —         | MPC                           |
| 401451     | 2013 CE139 | 25 fev 2006      | Mount Lemmon  | Mount Lemmon Survey | —         | MPC                           |
| 401452     | 2013 CL139 | 11 jan 2008      | Mount Lemmon  | Mount Lemmon Survey | —         | MPC                           |
| 401453     | 2013 CL147 | 2 abr 2009       | Kitt Peak     | Spacewatch          | —         | MPC                           |
| 401454     | 2013 CE152 | 16 mar 2010      | WISE          | WISE                | —         | MPC                           |
| 401455     | 2013 CL156 | 4 fev 2000       | Kitt Peak     | Spacewatch          | —         | MPC                           |
| 401456     | 2013 CA160 | 13 out 2005      | Kitt Peak     | Spacewatch          | Brangane  | MPC                           |
| 401457     | 2013 CW161 | 23 jan 2006      | Mount Lemmon  | Mount Lemmon Survey | —         | MPC                           |
| 401458     | 2013 CM162 | 5 mai 2002       | Socorro       | LINEAR              | —         | MPC                           |
| 401459     | 2013 CG164 | 19 dez 2007      | Kitt Peak     | Spacewatch          | —         | MPC                           |
| 401460     | 2013 CE165 | 25 jan 2009      | Kitt Peak     | Spacewatch          | —         | MPC                           |
| 401461     | 2013 CJ166 | 6 abr 1994       | Kitt Peak     | Spacewatch          | —         | MPC                           |
| 401462     | 2013 CJ169 | 2 mai 2006       | Mount Lemmon  | Mount Lemmon Survey | —         | MPC                           |
| 401463     | 2013 CN169 | 29 abr 2003      | Kitt Peak     | Spacewatch          | —         | MPC                           |
| 401464     | 2013 CC170 | 16 mar 2009      | Mount Lemmon  | Mount Lemmon Survey | —         | MPC                           |
| 401465     | 2013 CP172 | 2 out 2006       | Mount Lemmon  | Mount Lemmon Survey | —         | MPC                           |
| 401466     | 2013 CQ173 | 2 jul 1998       | Kitt Peak     | Spacewatch          | —         | MPC                           |
| 401467     | 2013 CZ173 | 7 jan 2006       | Mount Lemmon  | Mount Lemmon Survey | —         | MPC                           |
| 401468     | 2013 CS174 | 21 ago 2006      | Kitt Peak     | Spacewatch          | —         | MPC                           |
| 401469     | 2013 CJ175 | 31 out 2011      | Kitt Peak     | Spacewatch          | —         | MPC                           |
| 401470     | 2013 CE182 | 31 dez 2007      | Kitt Peak     | Spacewatch          | —         | MPC                           |
| 401471     | 2013 CA183 | 24 nov 2008      | Mount Lemmon  | Mount Lemmon Survey | —         | MPC                           |
| 401472     | 2013 CQ183 | 2 jan 2009       | Kitt Peak     | Spacewatch          | —         | MPC                           |
| 401473     | 2013 CY187 | 28 fev 2008      | Mount Lemmon  | Mount Lemmon Survey | Brangane  | MPC                           |
| 401474     | 2013 CG190 | 29 out 2005      | Catalina      | CSS                 | —         | MPC                           |
| 401475     | 2013 CE192 | 21 nov 2008      | Mount Lemmon  | Mount Lemmon Survey | —         | MPC                           |
| 401476     | 2013 CP194 | 5 nov 2007       | Kitt Peak     | Spacewatch          | —         | MPC                           |
| 401477     | 2013 CU195 | 21 mar 2002      | Kitt Peak     | Spacewatch          | —         | MPC                           |
| 401478     | 2013 CG196 | 21 jan 2002      | Kitt Peak     | Spacewatch          | Brangane  | MPC                           |
| 401479     | 2013 CJ198 | 12 mar 2002      | Kitt Peak     | Spacewatch          | —         | MPC                           |
| 401480     | 2013 CM204 | 14 abr 2010      | Mount Lemmon  | Mount Lemmon Survey | —         | MPC                           |
| 401481     | 2013 CT204 | 12 mar 2008      | Kitt Peak     | Spacewatch          | —         | MPC                           |
| 401482     | 2013 CQ206 | 16 out 2007      | Kitt Peak     | Spacewatch          | —         | MPC                           |
| 401483     | 2013 CX209 | 24 set 2000      | Socorro       | LINEAR              | —         | MPC                           |
| 401484     | 2013 CW210 | 5 set 2010       | Mount Lemmon  | Mount Lemmon Survey | —         | MPC                           |
| 401485     | 2013 DS1   | 10 fev 2002      | Socorro       | LINEAR              | —         | MPC                           |
| 401486     | 2013 DB3   | 2 abr 2005       | Siding Spring | SSS                 | —         | MPC                           |
| 401487     | 2013 DX4   | 18 mar 2004      | Kitt Peak     | Spacewatch          | —         | MPC                           |
| 401488     | 2013 DT5   | 15 nov 2007      | Mount Lemmon  | Mount Lemmon Survey | —         | MPC                           |
| 401489     | 2013 DY5   | 25 abr 2000      | Kitt Peak     | Spacewatch          | —         | MPC                           |
| 401490     | 2013 DV8   | 19 set 1973      | Palomar       | PLS                 | —         | MPC                           |
| 401491     | 2013 DK15  | 23 jan 2006      | Catalina      | CSS                 | —         | MPC                           |
| 401492     | 2013 DB16  | 17 dez 2003      | Kitt Peak     | Spacewatch          | Phocaea   | MPC                           |
| 401493     | 2013 DC16  | 29 set 2003      | Kitt Peak     | Spacewatch          | —         | MPC                           |
| 401494     | 2013 DG16  | 17 jul 2010      | WISE          | WISE                | —         | MPC                           |
| 401495     | 2013 EG3   | 22 ago 2004      | Kitt Peak     | Spacewatch          | —         | MPC                           |
| 401496     | 2013 ER10  | 31 out 1999      | Kitt Peak     | Spacewatch          | —         | MPC                           |
| 401497     | 2013 EB13  | 21 dez 2006      | Mount Lemmon  | Mount Lemmon Survey | —         | MPC                           |
| 401498     | 2013 EY15  | 8 abr 2002       | Kitt Peak     | Spacewatch          | —         | MPC                           |
| 401499     | 2013 EQ18  | 9 set 2007       | Kitt Peak     | Spacewatch          | —         | MPC                           |
| 401500     | 2013 EX18  | 27 fev 2006      | Kitt Peak     | Spacewatch          | —         | MPC                           |

## 401501–401600
| Designação | Designação | Descoberta  | Descoberta   | Descobridor(es)     | Categoria | Mais informações / Referência |
| Permanente | Provisória | Data        | Local        | Descobridor(es)     | Categoria | Mais informações / Referência |
| ---------- | ---------- | ----------- | ------------ | ------------------- | --------- | ----------------------------- |
| 401501     | 2013 ER24  | 21 mar 2004 | Kitt Peak    | Spacewatch          | —         | MPC                           |
| 401502     | 2013 ES28  | 13 set 2007 | Mount Lemmon | Mount Lemmon Survey | —         | MPC                           |
| 401503     | 2013 EY28  | 28 abr 2009 | Catalina     | CSS                 | —         | MPC                           |
| 401504     | 2013 ED29  | 18 set 2006 | Kitt Peak    | Spacewatch          | Henan     | MPC                           |
| 401505     | 2013 EW30  | 9 fev 2008  | Mount Lemmon | Mount Lemmon Survey | —         | MPC                           |
| 401506     | 2013 ER31  | 27 dez 2006 | Mount Lemmon | Mount Lemmon Survey | —         | MPC                           |
| 401507     | 2013 EE32  | 10 mar 2003 | Kitt Peak    | Spacewatch          | —         | MPC                           |
| 401508     | 2013 EM33  | 1 out 2010  | Mount Lemmon | Mount Lemmon Survey | —         | MPC                           |
| 401509     | 2013 EP34  | 15 jan 2007 | Kitt Peak    | Spacewatch          | —         | MPC                           |
| 401510     | 2013 EV34  | 12 set 2007 | Kitt Peak    | Spacewatch          | —         | MPC                           |
| 401511     | 2013 EY41  | 25 fev 2006 | Kitt Peak    | Spacewatch          | —         | MPC                           |
| 401512     | 2013 EO51  | 24 ago 2007 | Kitt Peak    | Spacewatch          | —         | MPC                           |
| 401513     | 2013 EP51  | 18 jun 2005 | Mount Lemmon | Mount Lemmon Survey | —         | MPC                           |
| 401514     | 2013 EC58  | 28 ago 2006 | Catalina     | CSS                 | —         | MPC                           |
| 401515     | 2013 ES58  | 11 out 2004 | Kitt Peak    | Spacewatch          | —         | MPC                           |
| 401516     | 2013 EC64  | 18 ago 2006 | Kitt Peak    | Spacewatch          | —         | MPC                           |
| 401517     | 2013 EU67  | 15 mar 2008 | Kitt Peak    | Spacewatch          | —         | MPC                           |
| 401518     | 2013 ES68  | 12 mar 2005 | Kitt Peak    | Spacewatch          | —         | MPC                           |
| 401519     | 2013 EF71  | 26 set 2006 | Kitt Peak    | Spacewatch          | —         | MPC                           |
| 401520     | 2013 EF74  | 2 abr 2005  | Kitt Peak    | Spacewatch          | —         | MPC                           |
| 401521     | 2013 EW74  | 12 fev 2008 | Kitt Peak    | Spacewatch          | —         | MPC                           |
| 401522     | 2013 EX81  | 1 out 2003  | Kitt Peak    | Spacewatch          | —         | MPC                           |
| 401523     | 2013 EU86  | 19 dez 2007 | Mount Lemmon | Mount Lemmon Survey | —         | MPC                           |
| 401524     | 2013 EJ88  | 22 fev 2004 | Kitt Peak    | Spacewatch          | —         | MPC                           |
| 401525     | 2013 ED90  | 16 mar 2004 | Catalina     | CSS                 | —         | MPC                           |
| 401526     | 2013 EG90  | 13 mai 2005 | Kitt Peak    | Spacewatch          | —         | MPC                           |
| 401527     | 2013 ET91  | 17 jan 2007 | Kitt Peak    | Spacewatch          | —         | MPC                           |
| 401528     | 2013 EO92  | 22 dez 2003 | Socorro      | LINEAR              | —         | MPC                           |
| 401529     | 2013 EO93  | 29 mar 2000 | Kitt Peak    | Spacewatch          | —         | MPC                           |
| 401530     | 2013 ES93  | 14 mar 2004 | Socorro      | LINEAR              | —         | MPC                           |
| 401531     | 2013 EQ94  | 18 nov 2007 | Mount Lemmon | Mount Lemmon Survey | —         | MPC                           |
| 401532     | 2013 EP98  | 21 ago 2006 | Kitt Peak    | Spacewatch          | —         | MPC                           |
| 401533     | 2013 EJ101 | 8 fev 2007  | Mount Lemmon | Mount Lemmon Survey | —         | MPC                           |
| 401534     | 2013 EK101 | 2 nov 2010  | Mount Lemmon | Mount Lemmon Survey | —         | MPC                           |
| 401535     | 2013 EY102 | 1 abr 2008  | Kitt Peak    | Spacewatch          | —         | MPC                           |
| 401536     | 2013 ED104 | 4 mar 2000  | Socorro      | LINEAR              | —         | MPC                           |
| 401537     | 2013 EQ105 | 18 mar 2009 | Kitt Peak    | Spacewatch          | —         | MPC                           |
| 401538     | 2013 EO108 | 21 out 2006 | Mount Lemmon | Mount Lemmon Survey | —         | MPC                           |
| 401539     | 2013 EF109 | 11 out 2007 | Kitt Peak    | Spacewatch          | —         | MPC                           |
| 401540     | 2013 EE110 | 19 jun 1998 | Kitt Peak    | Spacewatch          | Pallas    | MPC                           |
| 401541     | 2013 EQ110 | 6 abr 2005  | Catalina     | CSS                 | Phocaea   | MPC                           |
| 401542     | 2013 ER110 | 10 mai 2005 | Mount Lemmon | Mount Lemmon Survey | —         | MPC                           |
| 401543     | 2013 EU111 | 10 ago 2010 | Kitt Peak    | Spacewatch          | —         | MPC                           |
| 401544     | 2013 ES112 | 19 nov 2007 | Mount Lemmon | Mount Lemmon Survey | —         | MPC                           |
| 401545     | 2013 EG115 | 24 out 2005 | Kitt Peak    | Spacewatch          | —         | MPC                           |
| 401546     | 2013 ES120 | 14 fev 2004 | Kitt Peak    | Spacewatch          | —         | MPC                           |
| 401547     | 2013 EQ122 | 16 set 2006 | Kitt Peak    | Spacewatch          | —         | MPC                           |
| 401548     | 2013 EF123 | 20 abr 2006 | Kitt Peak    | Spacewatch          | —         | MPC                           |
| 401549     | 2013 EV124 | 28 mar 2009 | Mount Lemmon | Mount Lemmon Survey | —         | MPC                           |
| 401550     | 2013 EK125 | 12 nov 2006 | Mount Lemmon | Mount Lemmon Survey | —         | MPC                           |
| 401551     | 2013 ES125 | 18 ago 2009 | Kitt Peak    | Spacewatch          | —         | MPC                           |
| 401552     | 2013 EK128 | 7 abr 2003  | Kitt Peak    | Spacewatch          | Brangane  | MPC                           |
| 401553     | 2013 EL128 | 15 mar 2004 | Socorro      | LINEAR              | —         | MPC                           |
| 401554     | 2013 EO128 | 17 abr 2008 | Mount Lemmon | Mount Lemmon Survey | —         | MPC                           |
| 401555     | 2013 EP139 | 13 mar 2007 | Mount Lemmon | Mount Lemmon Survey | —         | MPC                           |
| 401556     | 2013 FO2   | 18 out 2006 | Kitt Peak    | Spacewatch          | —         | MPC                           |
| 401557     | 2013 FS2   | 24 out 2011 | Kitt Peak    | Spacewatch          | —         | MPC                           |
| 401558     | 2013 FB3   | 13 set 2005 | Catalina     | CSS                 | —         | MPC                           |
| 401559     | 2013 FL3   | 16 fev 2007 | Catalina     | CSS                 | —         | MPC                           |
| 401560     | 2013 FY3   | 29 ago 2006 | Catalina     | CSS                 | —         | MPC                           |
| 401561     | 2013 FW4   | 16 out 2006 | Catalina     | CSS                 | —         | MPC                           |
| 401562     | 2013 FG5   | 3 out 2006  | Mount Lemmon | Mount Lemmon Survey | —         | MPC                           |
| 401563     | 2013 FH5   | 8 abr 2006  | Kitt Peak    | Spacewatch          | —         | MPC                           |
| 401564     | 2013 FJ5   | 7 mar 2008  | Mount Lemmon | Mount Lemmon Survey | —         | MPC                           |
| 401565     | 2013 FO5   | 20 fev 2009 | Mount Lemmon | Mount Lemmon Survey | Phocaea   | MPC                           |
| 401566     | 2013 FX5   | 13 jun 2005 | Mount Lemmon | Mount Lemmon Survey | —         | MPC                           |
| 401567     | 2013 FW7   | 29 ago 2009 | Kitt Peak    | Spacewatch          | —         | MPC                           |
| 401568     | 2013 FM8   | 15 jan 2009 | Kitt Peak    | Spacewatch          | —         | MPC                           |
| 401569     | 2013 FD13  | 2 jan 2012  | Kitt Peak    | Spacewatch          | —         | MPC                           |
| 401570     | 2013 FB15  | 18 abr 2009 | Kitt Peak    | Spacewatch          | —         | MPC                           |
| 401571     | 2013 FY15  | 23 nov 2006 | Kitt Peak    | Spacewatch          | —         | MPC                           |
| 401572     | 2013 FJ17  | 10 fev 2002 | Socorro      | LINEAR              | —         | MPC                           |
| 401573     | 2013 FN17  | 5 nov 2007  | Kitt Peak    | Spacewatch          | —         | MPC                           |
| 401574     | 2013 FN20  | 28 ago 2005 | Kitt Peak    | Spacewatch          | —         | MPC                           |
| 401575     | 2013 FQ24  | 14 abr 2005 | Kitt Peak    | Spacewatch          | —         | MPC                           |
| 401576     | 2013 FC25  | 21 out 2006 | Kitt Peak    | Spacewatch          | —         | MPC                           |
| 401577     | 2013 FG25  | 12 ago 2010 | Kitt Peak    | Spacewatch          | —         | MPC                           |
| 401578     | 2013 FY25  | 18 dez 2001 | Socorro      | LINEAR              | —         | MPC                           |
| 401579     | 2013 FE26  | 11 abr 2008 | Kitt Peak    | Spacewatch          | —         | MPC                           |
| 401580     | 2013 FM27  | 21 fev 2007 | Kitt Peak    | Spacewatch          | —         | MPC                           |
| 401581     | 2013 FP27  | 29 mai 2003 | Kitt Peak    | Spacewatch          | —         | MPC                           |
| 401582     | 2013 FV27  | 14 out 2007 | Mount Lemmon | Mount Lemmon Survey | —         | MPC                           |
| 401583     | 2013 GO1   | 21 nov 2006 | Mount Lemmon | Mount Lemmon Survey | —         | MPC                           |
| 401584     | 2013 GP1   | 25 mai 2006 | Kitt Peak    | Spacewatch          | —         | MPC                           |
| 401585     | 2013 GS3   | 15 set 2004 | Kitt Peak    | Spacewatch          | —         | MPC                           |
| 401586     | 2013 GM4   | 1 nov 2005  | Mount Lemmon | Mount Lemmon Survey | —         | MPC                           |
| 401587     | 2013 GT6   | 4 out 2004  | Kitt Peak    | Spacewatch          | Brangane  | MPC                           |
| 401588     | 2013 GL9   | 10 set 2004 | Kitt Peak    | Spacewatch          | —         | MPC                           |
| 401589     | 2013 GM9   | 17 mar 2004 | Kitt Peak    | Spacewatch          | —         | MPC                           |
| 401590     | 2013 GT9   | 18 nov 2006 | Kitt Peak    | Spacewatch          | —         | MPC                           |
| 401591     | 2013 GD10  | 28 ago 2005 | Kitt Peak    | Spacewatch          | —         | MPC                           |
| 401592     | 2013 GG10  | 16 nov 2006 | Kitt Peak    | Spacewatch          | —         | MPC                           |
| 401593     | 2013 GO14  | 12 fev 2004 | Kitt Peak    | Spacewatch          | —         | MPC                           |
| 401594     | 2013 GH15  | 21 mar 2009 | Kitt Peak    | Spacewatch          | —         | MPC                           |
| 401595     | 2013 GN20  | 10 mar 2007 | Mount Lemmon | Mount Lemmon Survey | —         | MPC                           |
| 401596     | 2013 GY20  | 14 jul 2010 | WISE         | WISE                | —         | MPC                           |
| 401597     | 2013 GY21  | 11 set 2004 | Kitt Peak    | Spacewatch          | —         | MPC                           |
| 401598     | 2013 GL22  | 6 mar 2008  | Mount Lemmon | Mount Lemmon Survey | —         | MPC                           |
| 401599     | 2013 GO24  | 14 jan 2012 | Mount Lemmon | Mount Lemmon Survey | —         | MPC                           |
| 401600     | 2013 GZ24  | 18 dez 2001 | Socorro      | LINEAR              | Flora     | MPC                           |

## 401601–401700
| Designação | Designação | Descoberta  | Descoberta   | Descobridor(es)     | Categoria | Mais informações / Referência |
| Permanente | Provisória | Data        | Local        | Descobridor(es)     | Categoria | Mais informações / Referência |
| ---------- | ---------- | ----------- | ------------ | ------------------- | --------- | ----------------------------- |
| 401601     | 2013 GP25  | 24 dez 2006 | Kitt Peak    | Spacewatch          | —         | MPC                           |
| 401602     | 2013 GT25  | 13 nov 2006 | Catalina     | CSS                 | —         | MPC                           |
| 401603     | 2013 GX25  | 21 nov 2006 | Mount Lemmon | Mount Lemmon Survey | Brangane  | MPC                           |
| 401604     | 2013 GB26  | 13 abr 2004 | Catalina     | CSS                 | —         | MPC                           |
| 401605     | 2013 GV26  | 11 out 2007 | Catalina     | CSS                 | —         | MPC                           |
| 401606     | 2013 GW26  | 19 set 2006 | Catalina     | CSS                 | —         | MPC                           |
| 401607     | 2013 GV27  | 26 nov 2005 | Catalina     | CSS                 | Brangane  | MPC                           |
| 401608     | 2013 GD30  | 29 dez 2011 | Mount Lemmon | Mount Lemmon Survey | —         | MPC                           |
| 401609     | 2013 GH32  | 10 abr 2005 | Mount Lemmon | Mount Lemmon Survey | —         | MPC                           |
| 401610     | 2013 GR32  | 5 set 1996  | Kitt Peak    | Spacewatch          | —         | MPC                           |
| 401611     | 2013 GO34  | 29 jul 2010 | WISE         | WISE                | —         | MPC                           |
| 401612     | 2013 GV37  | 11 mai 2010 | WISE         | WISE                | —         | MPC                           |
| 401613     | 2013 GJ38  | 5 mar 2008  | Kitt Peak    | Spacewatch          | —         | MPC                           |
| 401614     | 2013 GP42  | 23 mar 2006 | Kitt Peak    | Spacewatch          | —         | MPC                           |
| 401615     | 2013 GS43  | 24 abr 2004 | Kitt Peak    | Spacewatch          | —         | MPC                           |
| 401616     | 2013 GK50  | 28 abr 2004 | Kitt Peak    | Spacewatch          | —         | MPC                           |
| 401617     | 2013 GA52  | 3 nov 2010  | Kitt Peak    | Spacewatch          | —         | MPC                           |
| 401618     | 2013 GK53  | 10 jan 2006 | Mount Lemmon | Mount Lemmon Survey | —         | MPC                           |
| 401619     | 2013 GK54  | 30 dez 2005 | Kitt Peak    | Spacewatch          | —         | MPC                           |
| 401620     | 2013 GU54  | 29 out 2010 | Kitt Peak    | Spacewatch          | —         | MPC                           |
| 401621     | 2013 GQ56  | 21 out 1995 | Kitt Peak    | Spacewatch          | —         | MPC                           |
| 401622     | 2013 GC57  | 19 mar 1996 | Kitt Peak    | Spacewatch          | —         | MPC                           |
| 401623     | 2013 GZ58  | 2 abr 2006  | Kitt Peak    | Spacewatch          | —         | MPC                           |
| 401624     | 2013 GD61  | 21 fev 2007 | Mount Lemmon | Mount Lemmon Survey | Ursula    | MPC                           |
| 401625     | 2013 GQ62  | 29 dez 2011 | Kitt Peak    | Spacewatch          | —         | MPC                           |
| 401626     | 2013 GZ66  | 25 out 2005 | Kitt Peak    | Spacewatch          | —         | MPC                           |
| 401627     | 2013 GJ67  | 11 set 2007 | Mount Lemmon | Mount Lemmon Survey | —         | MPC                           |
| 401628     | 2013 GT70  | 6 fev 2007  | Mount Lemmon | Mount Lemmon Survey | —         | MPC                           |
| 401629     | 2013 GU72  | 1 out 2005  | Kitt Peak    | Spacewatch          | —         | MPC                           |
| 401630     | 2013 GP73  | 7 nov 2007  | Kitt Peak    | Spacewatch          | —         | MPC                           |
| 401631     | 2013 GF74  | 9 abr 2003  | Kitt Peak    | Spacewatch          | —         | MPC                           |
| 401632     | 2013 GD75  | 14 abr 2008 | Kitt Peak    | Spacewatch          | —         | MPC                           |
| 401633     | 2013 GR81  | 8 out 2004  | Kitt Peak    | Spacewatch          | —         | MPC                           |
| 401634     | 2013 GA82  | 2 fev 2000  | Prescott     | P. G. Comba         | —         | MPC                           |
| 401635     | 2013 GO82  | 31 mar 2009 | Mount Lemmon | Mount Lemmon Survey | Phocaea   | MPC                           |
| 401636     | 2013 GW83  | 27 dez 2006 | Mount Lemmon | Mount Lemmon Survey | —         | MPC                           |
| 401637     | 2013 GY83  | 30 set 2006 | Mount Lemmon | Mount Lemmon Survey | Hanna     | MPC                           |
| 401638     | 2013 GQ85  | 17 set 2009 | Mount Lemmon | Mount Lemmon Survey | —         | MPC                           |
| 401639     | 2013 GL91  | 13 mar 2007 | Kitt Peak    | Spacewatch          | —         | MPC                           |
| 401640     | 2013 GA92  | 17 set 2006 | Catalina     | CSS                 | —         | MPC                           |
| 401641     | 2013 GB92  | 13 nov 1999 | Kitt Peak    | Spacewatch          | —         | MPC                           |
| 401642     | 2013 GW92  | 21 jan 2001 | Socorro      | LINEAR              | —         | MPC                           |
| 401643     | 2013 GL93  | 16 mar 2009 | Kitt Peak    | Spacewatch          | —         | MPC                           |
| 401644     | 2013 GF94  | 9 jan 2002  | Socorro      | LINEAR              | —         | MPC                           |
| 401645     | 2013 GF96  | 7 out 2010  | Mount Lemmon | Mount Lemmon Survey | Brangane  | MPC                           |
| 401646     | 2013 GV97  | 23 out 2006 | Kitt Peak    | Spacewatch          | —         | MPC                           |
| 401647     | 2013 GA98  | 10 fev 2007 | Catalina     | CSS                 | —         | MPC                           |
| 401648     | 2013 GO98  | 11 set 2004 | Kitt Peak    | Spacewatch          | —         | MPC                           |
| 401649     | 2013 GN100 | 3 dez 2010  | Mount Lemmon | Mount Lemmon Survey | —         | MPC                           |
| 401650     | 2013 GN101 | 3 nov 2010  | Kitt Peak    | Spacewatch          | —         | MPC                           |
| 401651     | 2013 GY102 | 21 dez 2003 | Socorro      | LINEAR              | —         | MPC                           |
| 401652     | 2013 GO104 | 1 dez 2003  | Kitt Peak    | Spacewatch          | —         | MPC                           |
| 401653     | 2013 GA105 | 17 set 2006 | Kitt Peak    | Spacewatch          | —         | MPC                           |
| 401654     | 2013 GS105 | 24 nov 2006 | Mount Lemmon | Mount Lemmon Survey | —         | MPC                           |
| 401655     | 2013 GX107 | 14 mar 2007 | Mount Lemmon | Mount Lemmon Survey | Ursula    | MPC                           |
| 401656     | 2013 GR109 | 17 jan 2007 | Kitt Peak    | Spacewatch          | —         | MPC                           |
| 401657     | 2013 GX109 | 21 mar 2004 | Kitt Peak    | Spacewatch          | —         | MPC                           |
| 401658     | 2013 GG111 | 9 mar 2007  | Catalina     | CSS                 | —         | MPC                           |
| 401659     | 2013 GM111 | 13 fev 2001 | Kitt Peak    | Spacewatch          | Brangane  | MPC                           |
| 401660     | 2013 GK112 | 13 out 2010 | Mount Lemmon | Mount Lemmon Survey | —         | MPC                           |
| 401661     | 2013 GN112 | 26 dez 2005 | Kitt Peak    | Spacewatch          | —         | MPC                           |
| 401662     | 2013 GO112 | 25 out 2005 | Mount Lemmon | Mount Lemmon Survey | —         | MPC                           |
| 401663     | 2013 GC113 | 4 nov 1999  | Kitt Peak    | Spacewatch          | —         | MPC                           |
| 401664     | 2013 GP113 | 10 out 2005 | Catalina     | CSS                 | —         | MPC                           |
| 401665     | 2013 GV115 | 4 fev 2006  | Kitt Peak    | Spacewatch          | —         | MPC                           |
| 401666     | 2013 GD117 | 5 dez 2002  | Kitt Peak    | Spacewatch          | —         | MPC                           |
| 401667     | 2013 GX118 | 23 set 2004 | Kitt Peak    | Spacewatch          | —         | MPC                           |
| 401668     | 2013 GX119 | 7 out 2004  | Kitt Peak    | Spacewatch          | —         | MPC                           |
| 401669     | 2013 GO120 | 23 nov 2006 | Kitt Peak    | Spacewatch          | —         | MPC                           |
| 401670     | 2013 GX121 | 10 out 2004 | Kitt Peak    | Spacewatch          | —         | MPC                           |
| 401671     | 2013 GB122 | 3 out 1999  | Kitt Peak    | Spacewatch          | Brangane  | MPC                           |
| 401672     | 2013 GJ125 | 28 dez 2005 | Kitt Peak    | Spacewatch          | —         | MPC                           |
| 401673     | 2013 GO130 | 1 nov 2006  | Mount Lemmon | Mount Lemmon Survey | —         | MPC                           |
| 401674     | 2013 GZ130 | 20 dez 2007 | Kitt Peak    | Spacewatch          | —         | MPC                           |
| 401675     | 2013 GF131 | 27 fev 2007 | Kitt Peak    | Spacewatch          | —         | MPC                           |
| 401676     | 2013 GY131 | 6 abr 2005  | Mount Lemmon | Mount Lemmon Survey | —         | MPC                           |
| 401677     | 2013 GU132 | 6 jan 2012  | Kitt Peak    | Spacewatch          | Juno      | MPC                           |
| 401678     | 2013 GA133 | 5 out 2004  | Kitt Peak    | Spacewatch          | —         | MPC                           |
| 401679     | 2013 GF134 | 14 nov 1998 | Kitt Peak    | Spacewatch          | —         | MPC                           |
| 401680     | 2013 GQ134 | 29 mar 2008 | Kitt Peak    | Spacewatch          | —         | MPC                           |
| 401681     | 2013 HF3   | 4 dez 2010  | Mount Lemmon | Mount Lemmon Survey | —         | MPC                           |
| 401682     | 2013 HL5   | 2 jan 2012  | Mount Lemmon | Mount Lemmon Survey | —         | MPC                           |
| 401683     | 2013 HF8   | 2 nov 2010  | Mount Lemmon | Mount Lemmon Survey | Ursula    | MPC                           |
| 401684     | 2013 HF9   | 5 nov 2007  | Mount Lemmon | Mount Lemmon Survey | —         | MPC                           |
| 401685     | 2013 HL10  | 2 jan 2012  | Mount Lemmon | Mount Lemmon Survey | —         | MPC                           |
| 401686     | 2013 HB12  | 11 mar 2007 | Kitt Peak    | Spacewatch          | —         | MPC                           |
| 401687     | 2013 HJ13  | 13 abr 2008 | Mount Lemmon | Mount Lemmon Survey | —         | MPC                           |
| 401688     | 2013 HW13  | 27 fev 2007 | Kitt Peak    | Spacewatch          | —         | MPC                           |
| 401689     | 2013 HG15  | 12 out 1996 | Kitt Peak    | Spacewatch          | Eos       | MPC                           |
| 401690     | 2013 HP17  | 1 abr 2008  | Kitt Peak    | Spacewatch          | —         | MPC                           |
| 401691     | 2013 HJ18  | 5 dez 2005  | Kitt Peak    | Spacewatch          | —         | MPC                           |
| 401692     | 2013 HT20  | 3 dez 2010  | Mount Lemmon | Mount Lemmon Survey | —         | MPC                           |
| 401693     | 2013 HF22  | 16 set 2010 | Mount Lemmon | Mount Lemmon Survey | —         | MPC                           |
| 401694     | 2013 HG23  | 15 abr 2002 | Kitt Peak    | Spacewatch          | Brangane  | MPC                           |
| 401695     | 2013 HW23  | 12 fev 2008 | Mount Lemmon | Mount Lemmon Survey | —         | MPC                           |
| 401696     | 2013 HP26  | 5 dez 2005  | Mount Lemmon | Mount Lemmon Survey | —         | MPC                           |
| 401697     | 2013 HN28  | 22 dez 2005 | Kitt Peak    | Spacewatch          | —         | MPC                           |
| 401698     | 2013 HO30  | 26 nov 2005 | Mount Lemmon | Mount Lemmon Survey | —         | MPC                           |
| 401699     | 2013 HX30  | 4 out 2006  | Mount Lemmon | Mount Lemmon Survey | —         | MPC                           |
| 401700     | 2013 HN33  | 18 nov 2006 | Mount Lemmon | Mount Lemmon Survey | —         | MPC                           |

## 401701–401800
| Designação | Designação | Descoberta  | Descoberta       | Descobridor(es)     | Categoria | Mais informações / Referência |
| Permanente | Provisória | Data        | Local            | Descobridor(es)     | Categoria | Mais informações / Referência |
| ---------- | ---------- | ----------- | ---------------- | ------------------- | --------- | ----------------------------- |
| 401701     | 2013 HA36  | 17 out 2010 | Mount Lemmon     | Mount Lemmon Survey | —         | MPC                           |
| 401702     | 2013 HL39  | 29 out 2010 | Mount Lemmon     | Mount Lemmon Survey | —         | MPC                           |
| 401703     | 2013 HB40  | 27 mai 2008 | Kitt Peak        | Spacewatch          | —         | MPC                           |
| 401704     | 2013 HW44  | 16 set 2010 | Kitt Peak        | Spacewatch          | —         | MPC                           |
| 401705     | 2013 HT48  | 12 nov 1999 | Kitt Peak        | Spacewatch          | —         | MPC                           |
| 401706     | 2013 HH60  | 18 jan 2008 | Kitt Peak        | Spacewatch          | —         | MPC                           |
| 401707     | 2013 HC68  | 21 ago 2006 | Kitt Peak        | Spacewatch          | —         | MPC                           |
| 401708     | 2013 HA69  | 14 out 2001 | Socorro          | LINEAR              | —         | MPC                           |
| 401709     | 2013 HH69  | 19 set 1995 | Kitt Peak        | Spacewatch          | —         | MPC                           |
| 401710     | 2013 HM79  | 27 jan 2007 | Kitt Peak        | Spacewatch          | —         | MPC                           |
| 401711     | 2013 HD95  | 4 abr 2003  | Kitt Peak        | Spacewatch          | —         | MPC                           |
| 401712     | 2013 HU106 | 5 set 2010  | Mount Lemmon     | Mount Lemmon Survey | Brangane  | MPC                           |
| 401713     | 2013 HP114 | 15 set 2010 | Kitt Peak        | Spacewatch          | —         | MPC                           |
| 401714     | 2013 HA116 | 18 out 1998 | Kitt Peak        | Spacewatch          | —         | MPC                           |
| 401715     | 2013 HS116 | 4 dez 2005  | Kitt Peak        | Spacewatch          | —         | MPC                           |
| 401716     | 2013 HY117 | 10 mar 2005 | Mount Lemmon     | Mount Lemmon Survey | —         | MPC                           |
| 401717     | 2013 HM118 | 30 set 2010 | Mount Lemmon     | Mount Lemmon Survey | —         | MPC                           |
| 401718     | 2013 HB119 | 31 mar 2008 | Mount Lemmon     | Mount Lemmon Survey | —         | MPC                           |
| 401719     | 2013 HB122 | 26 mar 2008 | Mount Lemmon     | Mount Lemmon Survey | —         | MPC                           |
| 401720     | 2013 HK122 | 9 abr 2008  | Kitt Peak        | Spacewatch          | —         | MPC                           |
| 401721     | 2013 HH133 | 26 abr 2008 | Mount Lemmon     | Mount Lemmon Survey | —         | MPC                           |
| 401722     | 2013 HH146 | 5 abr 2005  | Mount Lemmon     | Mount Lemmon Survey | —         | MPC                           |
| 401723     | 2013 JD3   | 11 nov 2005 | Kitt Peak        | Spacewatch          | —         | MPC                           |
| 401724     | 2013 JR3   | 18 set 2009 | Kitt Peak        | Spacewatch          | —         | MPC                           |
| 401725     | 2013 JS3   | 28 nov 2005 | Kitt Peak        | Spacewatch          | —         | MPC                           |
| 401726     | 2013 JG4   | 14 dez 2004 | Socorro          | LINEAR              | —         | MPC                           |
| 401727     | 2013 JR4   | 8 out 2004  | Kitt Peak        | Spacewatch          | —         | MPC                           |
| 401728     | 2013 JE9   | 19 out 2011 | Kitt Peak        | Spacewatch          | —         | MPC                           |
| 401729     | 2013 JZ14  | 17 dez 2006 | Mount Lemmon     | Mount Lemmon Survey | —         | MPC                           |
| 401730     | 2013 JF16  | 16 nov 1999 | Kitt Peak        | Spacewatch          | —         | MPC                           |
| 401731     | 2013 JH20  | 30 ago 2005 | Kitt Peak        | Spacewatch          | —         | MPC                           |
| 401732     | 2013 JD23  | 18 abr 2002 | Kitt Peak        | Spacewatch          | —         | MPC                           |
| 401733     | 2013 JX23  | 20 mar 2007 | Catalina         | CSS                 | —         | MPC                           |
| 401734     | 2013 JW24  | 27 jan 2006 | Kitt Peak        | Spacewatch          | —         | MPC                           |
| 401735     | 2013 JE26  | 26 fev 2007 | Mount Lemmon     | Mount Lemmon Survey | —         | MPC                           |
| 401736     | 2013 JK32  | 28 set 2003 | Socorro          | LINEAR              | —         | MPC                           |
| 401737     | 2013 JB33  | 18 nov 2006 | Mount Lemmon     | Mount Lemmon Survey | —         | MPC                           |
| 401738     | 2013 JB35  | 29 nov 2005 | Mount Lemmon     | Mount Lemmon Survey | —         | MPC                           |
| 401739     | 2013 JN35  | 3 dez 2010  | Mount Lemmon     | Mount Lemmon Survey | —         | MPC                           |
| 401740     | 2013 JP37  | 28 nov 2006 | Kitt Peak        | Spacewatch          | —         | MPC                           |
| 401741     | 2013 JZ42  | 16 nov 1999 | Kitt Peak        | Spacewatch          | Brangane  | MPC                           |
| 401742     | 2013 JE43  | 15 out 2004 | Kitt Peak        | Spacewatch          | —         | MPC                           |
| 401743     | 2013 JM50  | 5 out 2004  | Kitt Peak        | Spacewatch          | —         | MPC                           |
| 401744     | 2013 JN51  | 29 ago 2005 | Kitt Peak        | Spacewatch          | —         | MPC                           |
| 401745     | 2013 JV51  | 5 dez 2007  | Mount Lemmon     | Mount Lemmon Survey | —         | MPC                           |
| 401746     | 2013 JL53  | 9 out 2004  | Kitt Peak        | Spacewatch          | —         | MPC                           |
| 401747     | 2013 JU54  | 30 dez 2005 | Mount Lemmon     | Mount Lemmon Survey | —         | MPC                           |
| 401748     | 2013 JT57  | 30 dez 2005 | Kitt Peak        | Spacewatch          | —         | MPC                           |
| 401749     | 2013 JY58  | 1 out 2005  | Kitt Peak        | Spacewatch          | —         | MPC                           |
| 401750     | 2013 JE59  | 18 mai 2004 | Campo Imperatore | CINEOS              | —         | MPC                           |
| 401751     | 2013 JM60  | 28 out 2010 | Mount Lemmon     | Mount Lemmon Survey | —         | MPC                           |
| 401752     | 2013 JW60  | 19 set 2003 | Kitt Peak        | Spacewatch          | —         | MPC                           |
| 401753     | 2013 JO61  | 29 out 2010 | Kitt Peak        | Spacewatch          | —         | MPC                           |
| 401754     | 2013 JN62  | 6 dez 2005  | Kitt Peak        | Spacewatch          | —         | MPC                           |
| 401755     | 2013 KL    | 28 out 1994 | Kitt Peak        | Spacewatch          | —         | MPC                           |
| 401756     | 2013 KW3   | 16 mar 2007 | Kitt Peak        | Spacewatch          | —         | MPC                           |
| 401757     | 2013 KV4   | 25 dez 2005 | Kitt Peak        | Spacewatch          | —         | MPC                           |
| 401758     | 2013 KY6   | 11 nov 2007 | Mount Lemmon     | Mount Lemmon Survey | —         | MPC                           |
| 401759     | 2013 KQ9   | 6 nov 2010  | Mount Lemmon     | Mount Lemmon Survey | —         | MPC                           |
| 401760     | 2013 KY12  | 19 nov 2004 | Kitt Peak        | Spacewatch          | —         | MPC                           |
| 401761     | 2013 KM16  | 29 dez 2005 | Kitt Peak        | Spacewatch          | —         | MPC                           |
| 401762     | 2013 LJ    | 1 fev 2006  | Kitt Peak        | Spacewatch          | —         | MPC                           |
| 401763     | 2013 LG4   | 24 abr 2007 | Kitt Peak        | Spacewatch          | —         | MPC                           |
| 401764     | 2013 LV11  | 17 set 2003 | Kitt Peak        | Spacewatch          | —         | MPC                           |
| 401765     | 2013 LM18  | 7 jan 2006  | Mount Lemmon     | Mount Lemmon Survey | —         | MPC                           |
| 401766     | 2013 LY18  | 14 out 1998 | Kitt Peak        | Spacewatch          | —         | MPC                           |
| 401767     | 2013 LN25  | 9 nov 2004  | Catalina         | CSS                 | —         | MPC                           |
| 401768     | 2013 MK1   | 22 dez 2000 | Kitt Peak        | Spacewatch          | —         | MPC                           |
| 401769     | 2013 MR7   | 16 out 2009 | Catalina         | CSS                 | —         | MPC                           |
| 401770     | 2013 UX11  | 5 jul 2000  | Anderson Mesa    | LONEOS              | —         | MPC                           |
| 401771     | 2014 BN43  | 17 nov 2006 | Kitt Peak        | Spacewatch          | —         | MPC                           |
| 401772     | 2014 CU15  | 7 mar 2003  | Socorro          | LINEAR              | —         | MPC                           |
| 401773     | 2014 CG19  | 9 mar 2005  | Catalina         | CSS                 | —         | MPC                           |
| 401774     | 2014 DS19  | 30 mar 2003 | Kitt Peak        | Spacewatch          | —         | MPC                           |
| 401775     | 2014 DK31  | 2 fev 2005  | Kitt Peak        | Spacewatch          | —         | MPC                           |
| 401776     | 2014 DU66  | 21 set 2007 | XuYi             | PMO NEO             | —         | MPC                           |
| 401777     | 2014 DH123 | 11 mar 2005 | Mount Lemmon     | Mount Lemmon Survey | Phocaea   | MPC                           |
| 401778     | 2014 DW140 | 8 jun 2004  | Kitt Peak        | Spacewatch          | —         | MPC                           |
| 401779     | 2014 EJ12  | 5 set 2007  | Catalina         | CSS                 | —         | MPC                           |
| 401780     | 2014 ET19  | 4 set 2007  | Catalina         | CSS                 | —         | MPC                           |
| 401781     | 2014 EM23  | 28 set 2006 | Mount Lemmon     | Mount Lemmon Survey | —         | MPC                           |
| 401782     | 2014 FZ1   | 3 mar 2009  | Catalina         | CSS                 | —         | MPC                           |
| 401783     | 2014 FA13  | 11 nov 2007 | Mount Lemmon     | Mount Lemmon Survey | —         | MPC                           |
| 401784     | 2014 FP23  | 11 out 2007 | Mount Lemmon     | Mount Lemmon Survey | —         | MPC                           |
| 401785     | 2014 FW41  | 18 dez 2000 | Kitt Peak        | Spacewatch          | —         | MPC                           |
| 401786     | 2014 FS46  | 14 mar 2007 | Mount Lemmon     | Mount Lemmon Survey | —         | MPC                           |
| 401787     | 2014 FY53  | 14 abr 2004 | Kitt Peak        | Spacewatch          | —         | MPC                           |
| 401788     | 2014 FB54  | 21 jul 2004 | Siding Spring    | SSS                 | —         | MPC                           |
| 401789     | 2014 FU57  | 20 fev 2001 | Socorro          | LINEAR              | —         | MPC                           |
| 401790     | 2014 GF18  | 23 mar 2003 | Kitt Peak        | Spacewatch          | Mitidika  | MPC                           |
| 401791     | 2014 GA28  | 21 set 2001 | Socorro          | LINEAR              | —         | MPC                           |
| 401792     | 2014 GM32  | 7 abr 2003  | Kitt Peak        | Spacewatch          | —         | MPC                           |
| 401793     | 2014 HS1   | 4 out 2004  | Kitt Peak        | Spacewatch          | —         | MPC                           |
| 401794     | 2014 HF10  | 18 abr 2005 | Kitt Peak        | Spacewatch          | —         | MPC                           |
| 401795     | 2014 HK13  | 17 fev 2010 | Kitt Peak        | Spacewatch          | —         | MPC                           |
| 401796     | 2014 HS22  | 16 jan 2008 | Mount Lemmon     | Mount Lemmon Survey | —         | MPC                           |
| 401797     | 2014 HP26  | 13 fev 2010 | Kitt Peak        | Spacewatch          | Phocaea   | MPC                           |
| 401798     | 2014 HK32  | 13 mai 2005 | Mount Lemmon     | Mount Lemmon Survey | —         | MPC                           |
| 401799     | 2014 HZ121 | 9 fev 2005  | Socorro          | LINEAR              | —         | MPC                           |
| 401800     | 2014 HS128 | 16 jan 2005 | Kitt Peak        | Spacewatch          | Phocaea   | MPC                           |

## 401801–401900
| Designação | Designação | Descoberta  | Descoberta    | Descobridor(es)       | Categoria | Mais informações / Referência |
| Permanente | Provisória | Data        | Local         | Descobridor(es)       | Categoria | Mais informações / Referência |
| ---------- | ---------- | ----------- | ------------- | --------------------- | --------- | ----------------------------- |
| 401801     | 2014 HS129 | 28 fev 2009 | Catalina      | CSS                   | —         | MPC                           |
| 401802     | 2014 HM130 | 4 mai 2005  | Kitt Peak     | Spacewatch            | —         | MPC                           |
| 401803     | 2014 HB156 | 1 mar 2009  | Kitt Peak     | Spacewatch            | —         | MPC                           |
| 401804     | 2014 HR162 | 5 fev 2000  | Kitt Peak     | Spacewatch            | —         | MPC                           |
| 401805     | 2014 HK172 | 30 jul 2006 | Siding Spring | SSS                   | —         | MPC                           |
| 401806     | 2014 HN176 | 13 jul 2004 | Siding Spring | SSS                   | —         | MPC                           |
| 401807     | 2014 HP179 | 4 out 2007  | Kitt Peak     | Spacewatch            | —         | MPC                           |
| 401808     | 2014 JB24  | 25 jan 2006 | Mount Lemmon  | Mount Lemmon Survey   | —         | MPC                           |
| 401809     | 3195 T-2   | 30 set 1973 | Palomar       | PLS                   | —         | MPC                           |
| 401810     | 3165 T-3   | 16 out 1977 | Palomar       | PLS                   | —         | MPC                           |
| 401811     | 1981 EM36  | 7 mar 1981  | Siding Spring | S. J. Bus             | —         | MPC                           |
| 401812     | 1994 AV8   | 8 jan 1994  | Kitt Peak     | Spacewatch            | —         | MPC                           |
| 401813     | 1994 RB5   | 5 set 1994  | Kitt Peak     | Spacewatch            | —         | MPC                           |
| 401814     | 1994 WQ8   | 28 nov 1994 | Kitt Peak     | Spacewatch            | Flora     | MPC                           |
| 401815     | 1995 ME8   | 29 jun 1995 | Kitt Peak     | Spacewatch            | —         | MPC                           |
| 401816     | 1995 SL76  | 20 set 1995 | Kitt Peak     | Spacewatch            | —         | MPC                           |
| 401817     | 1995 SX77  | 30 set 1995 | Kitt Peak     | Spacewatch            | —         | MPC                           |
| 401818     | 1995 UR21  | 19 out 1995 | Kitt Peak     | Spacewatch            | —         | MPC                           |
| 401819     | 1995 UD43  | 24 out 1995 | Kitt Peak     | Spacewatch            | —         | MPC                           |
| 401820     | 1996 SP7   | 30 set 1996 | Kleť          | Kleť Obs.             | —         | MPC                           |
| 401821     | 1997 SM7   | 23 set 1997 | Kitt Peak     | Spacewatch            | —         | MPC                           |
| 401822     | 1997 YC18  | 24 nov 1997 | Kitt Peak     | Spacewatch            | —         | MPC                           |
| 401823     | 1998 QC60  | 26 ago 1998 | Kitt Peak     | Spacewatch            | —         | MPC                           |
| 401824     | 1998 QG71  | 17 ago 1998 | Socorro       | LINEAR                | —         | MPC                           |
| 401825     | 1998 RH9   | 13 set 1998 | Kitt Peak     | Spacewatch            | —         | MPC                           |
| 401826     | 1998 RR11  | 13 set 1998 | Kitt Peak     | Spacewatch            | —         | MPC                           |
| 401827     | 1998 SH13  | 21 set 1998 | Caussols      | ODAS                  | —         | MPC                           |
| 401828     | 1998 SC31  | 20 set 1998 | Kitt Peak     | Spacewatch            | Brangane  | MPC                           |
| 401829     | 1998 SX31  | 20 set 1998 | Kitt Peak     | Spacewatch            | —         | MPC                           |
| 401830     | 1998 SZ126 | 26 set 1998 | Socorro       | LINEAR                | —         | MPC                           |
| 401831     | 1998 TD9   | 25 set 1998 | Kitt Peak     | Spacewatch            | —         | MPC                           |
| 401832     | 1998 TO21  | 13 out 1998 | Kitt Peak     | Spacewatch            | —         | MPC                           |
| 401833     | 1998 WA36  | 19 nov 1998 | Kitt Peak     | Spacewatch            | —         | MPC                           |
| 401834     | 1999 TB167 | 10 out 1999 | Socorro       | LINEAR                | —         | MPC                           |
| 401835     | 1999 TC263 | 9 out 1999  | Kitt Peak     | Spacewatch            | —         | MPC                           |
| 401836     | 1999 TX295 | 1 out 1999  | Catalina      | CSS                   | Pallas    | MPC                           |
| 401837     | 1999 UV21  | 31 out 1999 | Kitt Peak     | Spacewatch            | —         | MPC                           |
| 401838     | 1999 UO32  | 31 out 1999 | Kitt Peak     | Spacewatch            | —         | MPC                           |
| 401839     | 1999 UE54  | 19 out 1999 | Kitt Peak     | Spacewatch            | —         | MPC                           |
| 401840     | 1999 UH56  | 20 out 1999 | Kitt Peak     | Spacewatch            | —         | MPC                           |
| 401841     | 1999 VZ75  | 5 nov 1999  | Kitt Peak     | Spacewatch            | —         | MPC                           |
| 401842     | 1999 VF84  | 6 nov 1999  | Kitt Peak     | Spacewatch            | —         | MPC                           |
| 401843     | 1999 VH88  | 4 nov 1999  | Socorro       | LINEAR                | —         | MPC                           |
| 401844     | 1999 VM105 | 9 nov 1999  | Socorro       | LINEAR                | —         | MPC                           |
| 401845     | 1999 VW116 | 5 nov 1999  | Kitt Peak     | Spacewatch            | Pallas    | MPC                           |
| 401846     | 1999 WN5   | 28 nov 1999 | Kitt Peak     | Spacewatch            | —         | MPC                           |
| 401847     | 1999 WW19  | 16 nov 1999 | Catalina      | CSS                   | —         | MPC                           |
| 401848     | 1999 WE21  | 16 nov 1999 | Kitt Peak     | Spacewatch            | —         | MPC                           |
| 401849     | 1999 XY77  | 7 dez 1999  | Socorro       | LINEAR                | —         | MPC                           |
| 401850     | 2000 AC90  | 5 jan 2000  | Socorro       | LINEAR                | —         | MPC                           |
| 401851     | 2000 AE207 | 3 jan 2000  | Kitt Peak     | Spacewatch            | —         | MPC                           |
| 401852     | 2000 AJ219 | 31 dez 1999 | Kitt Peak     | Spacewatch            | —         | MPC                           |
| 401853     | 2000 DB58  | 29 fev 2000 | Socorro       | LINEAR                | Phocaea   | MPC                           |
| 401854     | 2000 ER3   | 3 mar 2000  | Socorro       | LINEAR                | —         | MPC                           |
| 401855     | 2000 HW79  | 28 abr 2000 | Anderson Mesa | LONEOS                | —         | MPC                           |
| 401856     | 2000 KW43  | 29 mai 2000 | Socorro       | LINEAR                | —         | MPC                           |
| 401857     | 2000 PG3   | 1 ago 2000  | Socorro       | LINEAR                | —         | MPC                           |
| 401858     | 2000 QJ54  | 25 ago 2000 | Socorro       | LINEAR                | —         | MPC                           |
| 401859     | 2000 QZ69  | 24 ago 2000 | Socorro       | LINEAR                | —         | MPC                           |
| 401860     | 2000 QP93  | 26 ago 2000 | Socorro       | LINEAR                | —         | MPC                           |
| 401861     | 2000 RB36  | 3 set 2000  | Kitt Peak     | Spacewatch            | —         | MPC                           |
| 401862     | 2000 SA41  | 24 set 2000 | Socorro       | LINEAR                | —         | MPC                           |
| 401863     | 2000 SM101 | 24 set 2000 | Socorro       | LINEAR                | Chloris   | MPC                           |
| 401864     | 2000 SP296 | 28 set 2000 | Socorro       | LINEAR                | —         | MPC                           |
| 401865     | 2000 TT1   | 1 out 2000  | Socorro       | LINEAR                | —         | MPC                           |
| 401866     | 2000 TF24  | 2 out 2000  | Socorro       | LINEAR                | —         | MPC                           |
| 401867     | 2000 TM25  | 2 out 2000  | Socorro       | LINEAR                | —         | MPC                           |
| 401868     | 2000 VS41  | 1 nov 2000  | Socorro       | LINEAR                | —         | MPC                           |
| 401869     | 2000 VZ51  | 3 nov 2000  | Socorro       | LINEAR                | —         | MPC                           |
| 401870     | 2000 WZ10  | 22 nov 2000 | Kitt Peak     | Spacewatch            | Brangane  | MPC                           |
| 401871     | 2000 WA44  | 21 nov 2000 | Socorro       | LINEAR                | —         | MPC                           |
| 401872     | 2001 BR70  | 26 jan 2001 | Socorro       | LINEAR                | —         | MPC                           |
| 401873     | 2001 CF17  | 1 fev 2001  | Socorro       | LINEAR                | —         | MPC                           |
| 401874     | 2001 FN60  | 19 mar 2001 | Socorro       | LINEAR                | —         | MPC                           |
| 401875     | 2001 KW9   | 18 mai 2001 | Socorro       | LINEAR                | —         | MPC                           |
| 401876     | 2001 OH17  | 22 jul 2001 | Ondřejov      | P. Pravec, L. Kotková | —         | MPC                           |
| 401877     | 2001 ON32  | 22 jul 2001 | Ondřejov      | P. Pravec, L. Kotková | —         | MPC                           |
| 401878     | 2001 OS83  | 27 jul 2001 | Palomar       | NEAT                  | —         | MPC                           |
| 401879     | 2001 OP91  | 31 jul 2001 | Palomar       | NEAT                  | —         | MPC                           |
| 401880     | 2001 PY34  | 10 ago 2001 | Palomar       | NEAT                  | —         | MPC                           |
| 401881     | 2001 QZ250 | 24 ago 2001 | Haleakala     | NEAT                  | —         | MPC                           |
| 401882     | 2001 QH283 | 21 jul 2001 | Anderson Mesa | LONEOS                | —         | MPC                           |
| 401883     | 2001 QU329 | 24 ago 2001 | Anderson Mesa | LONEOS                | —         | MPC                           |
| 401884     | 2001 QG333 | 19 ago 2001 | Socorro       | LINEAR                | —         | MPC                           |
| 401885     | 2001 RV17  | 11 set 2001 | Anderson Mesa | LONEOS                | —         | MPC                           |
| 401886     | 2001 RH28  | 7 set 2001  | Socorro       | LINEAR                | —         | MPC                           |
| 401887     | 2001 RA41  | 11 set 2001 | Socorro       | LINEAR                | —         | MPC                           |
| 401888     | 2001 RR56  | 24 set 1960 | Palomar       | PLS                   | —         | MPC                           |
| 401889     | 2001 RA83  | 24 ago 2001 | Anderson Mesa | LONEOS                | —         | MPC                           |
| 401890     | 2001 RD85  | 11 set 2001 | Anderson Mesa | LONEOS                | —         | MPC                           |
| 401891     | 2001 RW121 | 12 set 2001 | Socorro       | LINEAR                | —         | MPC                           |
| 401892     | 2001 SA5   | 17 set 2001 | Socorro       | LINEAR                | —         | MPC                           |
| 401893     | 2001 SR27  | 16 set 2001 | Socorro       | LINEAR                | —         | MPC                           |
| 401894     | 2001 SH85  | 20 set 2001 | Socorro       | LINEAR                | —         | MPC                           |
| 401895     | 2001 SA154 | 17 set 2001 | Socorro       | LINEAR                | —         | MPC                           |
| 401896     | 2001 SO184 | 19 set 2001 | Socorro       | LINEAR                | —         | MPC                           |
| 401897     | 2001 SM224 | 19 set 2001 | Socorro       | LINEAR                | —         | MPC                           |
| 401898     | 2001 SO269 | 19 set 2001 | Kitt Peak     | Spacewatch            | —         | MPC                           |
| 401899     | 2001 SD298 | 23 fev 1998 | Kitt Peak     | Spacewatch            | —         | MPC                           |
| 401900     | 2001 SZ301 | 20 set 2001 | Socorro       | LINEAR                | —         | MPC                           |

## 401901–402000
| Designação | Designação | Descoberta  | Descoberta       | Descobridor(es) | Categoria | Mais informações / Referência |
| Permanente | Provisória | Data        | Local            | Descobridor(es) | Categoria | Mais informações / Referência |
| ---------- | ---------- | ----------- | ---------------- | --------------- | --------- | ----------------------------- |
| 401901     | 2001 SX307 | 21 set 2001 | Socorro          | LINEAR          | —         | MPC                           |
| 401902     | 2001 TF20  | 9 out 2001  | Socorro          | LINEAR          | —         | MPC                           |
| 401903     | 2001 TW22  | 13 out 2001 | Socorro          | LINEAR          | —         | MPC                           |
| 401904     | 2001 TA84  | 14 out 2001 | Socorro          | LINEAR          | —         | MPC                           |
| 401905     | 2001 TY101 | 15 out 2001 | Socorro          | LINEAR          | Eos       | MPC                           |
| 401906     | 2001 TE126 | 23 set 2001 | Kitt Peak        | Spacewatch      | —         | MPC                           |
| 401907     | 2001 TE136 | 13 out 2001 | Palomar          | NEAT            | —         | MPC                           |
| 401908     | 2001 TO158 | 11 out 2001 | Palomar          | NEAT            | —         | MPC                           |
| 401909     | 2001 TR163 | 11 out 2001 | Palomar          | NEAT            | —         | MPC                           |
| 401910     | 2001 UJ71  | 17 out 2001 | Kitt Peak        | Spacewatch      | —         | MPC                           |
| 401911     | 2001 UF77  | 17 out 2001 | Socorro          | LINEAR          | —         | MPC                           |
| 401912     | 2001 UG108 | 20 out 2001 | Socorro          | LINEAR          | —         | MPC                           |
| 401913     | 2001 UE120 | 22 out 2001 | Socorro          | LINEAR          | —         | MPC                           |
| 401914     | 2001 UZ128 | 20 out 2001 | Socorro          | LINEAR          | —         | MPC                           |
| 401915     | 2001 UD187 | 16 set 2001 | Socorro          | LINEAR          | —         | MPC                           |
| 401916     | 2001 VV38  | 9 nov 2001  | Socorro          | LINEAR          | —         | MPC                           |
| 401917     | 2001 VG128 | 11 nov 2001 | Apache Point     | SDSS            | —         | MPC                           |
| 401918     | 2001 WF37  | 17 nov 2001 | Socorro          | LINEAR          | —         | MPC                           |
| 401919     | 2001 WW53  | 24 out 2001 | Kitt Peak        | Spacewatch      | —         | MPC                           |
| 401920     | 2001 WD87  | 19 nov 2001 | Socorro          | LINEAR          | —         | MPC                           |
| 401921     | 2001 XL6   | 9 dez 2001  | Socorro          | LINEAR          | —         | MPC                           |
| 401922     | 2001 XJ45  | 9 dez 2001  | Socorro          | LINEAR          | —         | MPC                           |
| 401923     | 2001 XV166 | 14 dez 2001 | Socorro          | LINEAR          | —         | MPC                           |
| 401924     | 2001 YZ50  | 24 nov 2001 | Socorro          | LINEAR          | —         | MPC                           |
| 401925     | 2002 AT15  | 12 jan 2002 | Socorro          | LINEAR          | —         | MPC                           |
| 401926     | 2002 AF167 | 13 jan 2002 | Socorro          | LINEAR          | —         | MPC                           |
| 401927     | 2002 AH178 | 14 jan 2002 | Socorro          | LINEAR          | —         | MPC                           |
| 401928     | 2002 CF10  | 6 fev 2002  | Socorro          | LINEAR          | —         | MPC                           |
| 401929     | 2002 CC88  | 7 fev 2002  | Socorro          | LINEAR          | —         | MPC                           |
| 401930     | 2002 CK150 | 10 fev 2002 | Socorro          | LINEAR          | —         | MPC                           |
| 401931     | 2002 CU156 | 7 fev 2002  | Socorro          | LINEAR          | —         | MPC                           |
| 401932     | 2002 CD182 | 10 fev 2002 | Socorro          | LINEAR          | —         | MPC                           |
| 401933     | 2002 CR201 | 10 fev 2002 | Socorro          | LINEAR          | —         | MPC                           |
| 401934     | 2002 CA206 | 10 fev 2002 | Socorro          | LINEAR          | —         | MPC                           |
| 401935     | 2002 CW208 | 10 fev 2002 | Socorro          | LINEAR          | Mitidika  | MPC                           |
| 401936     | 2002 CN260 | 7 fev 2002  | Palomar          | NEAT            | —         | MPC                           |
| 401937     | 2002 CF314 | 6 fev 2002  | Kitt Peak        | M. W. Buie      | —         | MPC                           |
| 401938     | 2002 EY47  | 12 mar 2002 | Palomar          | NEAT            | —         | MPC                           |
| 401939     | 2002 EH51  | 12 mar 2002 | Kitt Peak        | Spacewatch      | Brangane  | MPC                           |
| 401940     | 2002 EK76  | 10 mar 2002 | Kitt Peak        | Spacewatch      | —         | MPC                           |
| 401941     | 2002 EL95  | 14 mar 2002 | Socorro          | LINEAR          | Flora     | MPC                           |
| 401942     | 2002 EP143 | 12 mar 2002 | Palomar          | NEAT            | —         | MPC                           |
| 401943     | 2002 GE115 | 12 mar 2002 | Kitt Peak        | Spacewatch      | —         | MPC                           |
| 401944     | 2002 GT187 | 12 abr 2002 | Palomar          | NEAT            | Erigone   | MPC                           |
| 401945     | 2002 JA118 | 4 mai 2002  | Anderson Mesa    | LONEOS          | —         | MPC                           |
| 401946     | 2002 JC150 | 7 mai 2002  | Palomar          | NEAT            | —         | MPC                           |
| 401947     | 2002 PH2   | 3 ago 2002  | Palomar          | NEAT            | —         | MPC                           |
| 401948     | 2002 PS179 | 5 ago 2002  | Campo Imperatore | CINEOS          | —         | MPC                           |
| 401949     | 2002 QT70  | 28 ago 2002 | Palomar          | NEAT            | —         | MPC                           |
| 401950     | 2002 QW81  | 30 ago 2002 | Palomar          | NEAT            | —         | MPC                           |
| 401951     | 2002 QT111 | 16 ago 2002 | Palomar          | NEAT            | —         | MPC                           |
| 401952     | 2002 QN122 | 29 ago 2002 | Palomar          | NEAT            | —         | MPC                           |
| 401953     | 2002 RW5   | 3 set 2002  | Haleakala        | NEAT            | —         | MPC                           |
| 401954     | 2002 RW25  | 5 set 2002  | Socorro          | LINEAR          | —         | MPC                           |
| 401955     | 2002 RY28  | 2 set 2002  | Haleakala        | NEAT            | —         | MPC                           |
| 401956     | 2002 RK29  | 3 set 2002  | Haleakala        | NEAT            | —         | MPC                           |
| 401957     | 2002 RJ241 | 14 set 2002 | Palomar          | R. Matson       | —         | MPC                           |
| 401958     | 2002 RY248 | 14 set 2002 | Palomar          | NEAT            | —         | MPC                           |
| 401959     | 2002 RJ250 | 4 set 2002  | Palomar          | NEAT            | —         | MPC                           |
| 401960     | 2002 RL262 | 11 set 2002 | Palomar          | NEAT            | —         | MPC                           |
| 401961     | 2002 RO278 | 14 set 2002 | Palomar          | NEAT            | —         | MPC                           |
| 401962     | 2002 ST21  | 26 set 2002 | Palomar          | NEAT            | —         | MPC                           |
| 401963     | 2002 SW21  | 26 set 2002 | Palomar          | NEAT            | —         | MPC                           |
| 401964     | 2002 SA40  | 30 set 2002 | Haleakala        | NEAT            | —         | MPC                           |
| 401965     | 2002 TJ99  | 4 out 2002  | Palomar          | NEAT            | —         | MPC                           |
| 401966     | 2002 TP132 | 4 out 2002  | Socorro          | LINEAR          | —         | MPC                           |
| 401967     | 2002 TK135 | 4 out 2002  | Socorro          | LINEAR          | —         | MPC                           |
| 401968     | 2002 TE138 | 4 out 2002  | Anderson Mesa    | LONEOS          | —         | MPC                           |
| 401969     | 2002 TY144 | 2 out 2002  | Haleakala        | NEAT            | —         | MPC                           |
| 401970     | 2002 TB185 | 4 out 2002  | Socorro          | LINEAR          | —         | MPC                           |
| 401971     | 2002 TE195 | 3 out 2002  | Socorro          | LINEAR          | —         | MPC                           |
| 401972     | 2002 TN199 | 6 out 2002  | Socorro          | LINEAR          | —         | MPC                           |
| 401973     | 2002 TC251 | 7 out 2002  | Socorro          | LINEAR          | —         | MPC                           |
| 401974     | 2002 TG257 | 9 out 2002  | Socorro          | LINEAR          | —         | MPC                           |
| 401975     | 2002 TJ273 | 9 out 2002  | Socorro          | LINEAR          | —         | MPC                           |
| 401976     | 2002 TO336 | 5 out 2002  | Apache Point     | SDSS            | —         | MPC                           |
| 401977     | 2002 TZ380 | 9 out 2002  | Palomar          | NEAT            | —         | MPC                           |
| 401978     | 2002 UL16  | 30 out 2002 | Palomar          | NEAT            | —         | MPC                           |
| 401979     | 2002 UC32  | 30 out 2002 | Haleakala        | NEAT            | —         | MPC                           |
| 401980     | 2002 VV42  | 4 nov 2002  | Palomar          | NEAT            | —         | MPC                           |
| 401981     | 2002 VK43  | 4 nov 2002  | Palomar          | NEAT            | —         | MPC                           |
| 401982     | 2002 VO61  | 5 nov 2002  | Socorro          | LINEAR          | —         | MPC                           |
| 401983     | 2002 VE73  | 7 nov 2002  | Socorro          | LINEAR          | —         | MPC                           |
| 401984     | 2002 VU115 | 11 nov 2002 | Socorro          | LINEAR          | —         | MPC                           |
| 401985     | 2002 VA120 | 12 nov 2002 | Socorro          | LINEAR          | —         | MPC                           |
| 401986     | 2002 VX142 | 5 nov 2002  | Palomar          | NEAT            | —         | MPC                           |
| 401987     | 2002 WE1   | 12 nov 2002 | Socorro          | LINEAR          | —         | MPC                           |
| 401988     | 2002 WD26  | 16 nov 2002 | Palomar          | NEAT            | —         | MPC                           |
| 401989     | 2002 WN31  | 28 nov 2002 | Haleakala        | NEAT            | —         | MPC                           |
| 401990     | 2002 XR51  | 10 dez 2002 | Socorro          | LINEAR          | —         | MPC                           |
| 401991     | 2002 YZ11  | 31 dez 2002 | Socorro          | LINEAR          | —         | MPC                           |
| 401992     | 2003 AC5   | 1 jan 2003  | Socorro          | LINEAR          | —         | MPC                           |
| 401993     | 2003 AB94  | 10 jan 2003 | Palomar          | NEAT            | —         | MPC                           |
| 401994     | 2003 BS27  | 26 jan 2003 | Anderson Mesa    | LONEOS          | —         | MPC                           |
| 401995     | 2003 CR3   | 27 jan 2003 | Socorro          | LINEAR          | —         | MPC                           |
| 401996     | 2003 FJ95  | 30 mar 2003 | Anderson Mesa    | LONEOS          | —         | MPC                           |
| 401997     | 2003 GH56  | 2 abr 2003  | Haleakala        | NEAT            | —         | MPC                           |
| 401998     | 2003 MO    | 22 jun 2003 | Socorro          | LINEAR          | —         | MPC                           |
| 401999     | 2003 NG    | 1 jul 2003  | Haleakala        | NEAT            | —         | MPC                           |
| 402000     | 2003 OK32  | 29 jul 2003 | Mauna Kea        | E.-M. David     | —         | MPC                           |